# Ngựa trắng

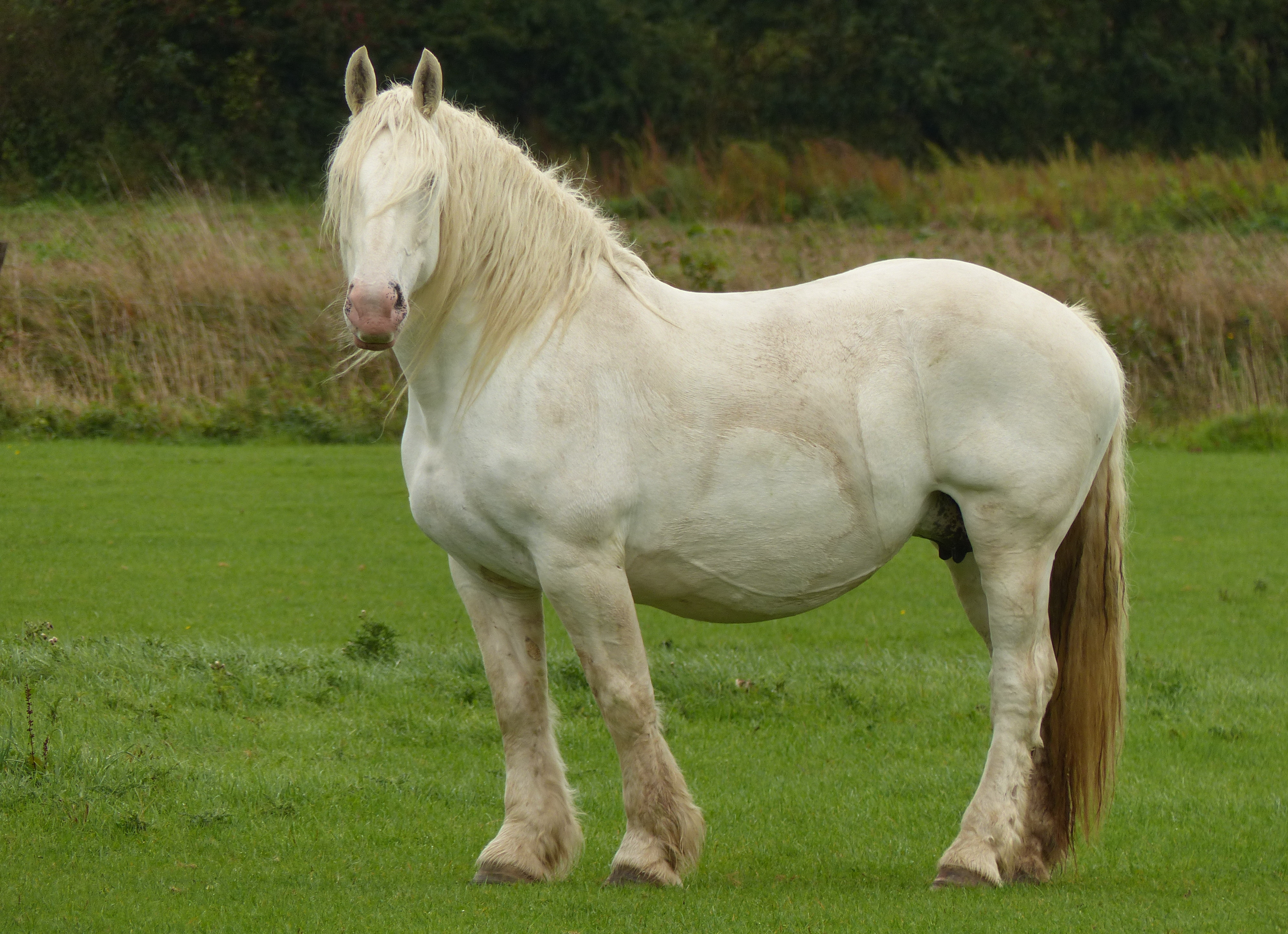
Ngựa trắng Pháp

Ngựa trắng là thuật ngữ chỉ chung về những con ngựa có sắc lông sáng màu theo quang phổ trắng. Thuật ngữ ngựa trắng có phạm vi chỉ màu sắc sáng ở một mức độ rộng, từ những con ngựa có lông tuyền một màu trắng (trắng tuyền) cho đến nhưng con ngựa lông trắng pha và những con ngựa có sắc trắng xám (ngựa xám). Ngựa trắng còn gọi là ngựa bạch (có ý nói là bạch tạng), bạch mã và cũng thường còn gọi là ngựa kim, ngựa hạc (tùy theo sắc lông cụ thể khi chọn ngựa). Chúng là những con ngựa được sinh ra với bộ lông màu trắng sáng và sắc thái trắng này sẽ đi theo suốt cuộc đời của cá thể đó. Đây là một trong những màu sắc cơ bản của loài ngựa.
Ngựa trắng hay Bạch mã là loài vật thường được dân gian gắn với những truyền thuyết, nó còn là hình ảnh của cái đẹp toàn bích, nơi ngự trị của những giá trị tinh thần, ở tột đỉnh của mọi sự thăng hoa, thăng thượng, là hình ảnh tượng trưng cho sự uy nghi, là vật cưỡi của các anh hùng, thánh nhân. Con ngựa trắng có một vị trí đặc biệt trong lịch sử cổ đại. Con ngựa màu trắng tinh khiết đã được liên kết với phép thuật của các vị vua và các vị anh hùng. Trong văn hóa, nhiều vị vua, hoàng tử, quý tộc, tướng quân thích cưỡi ngựa trắng vì thế có nhiều danh xưng như Bạch mã tướng quân, Bạch mã hoàng tử.

## Tổng quan

### Đặc điểm

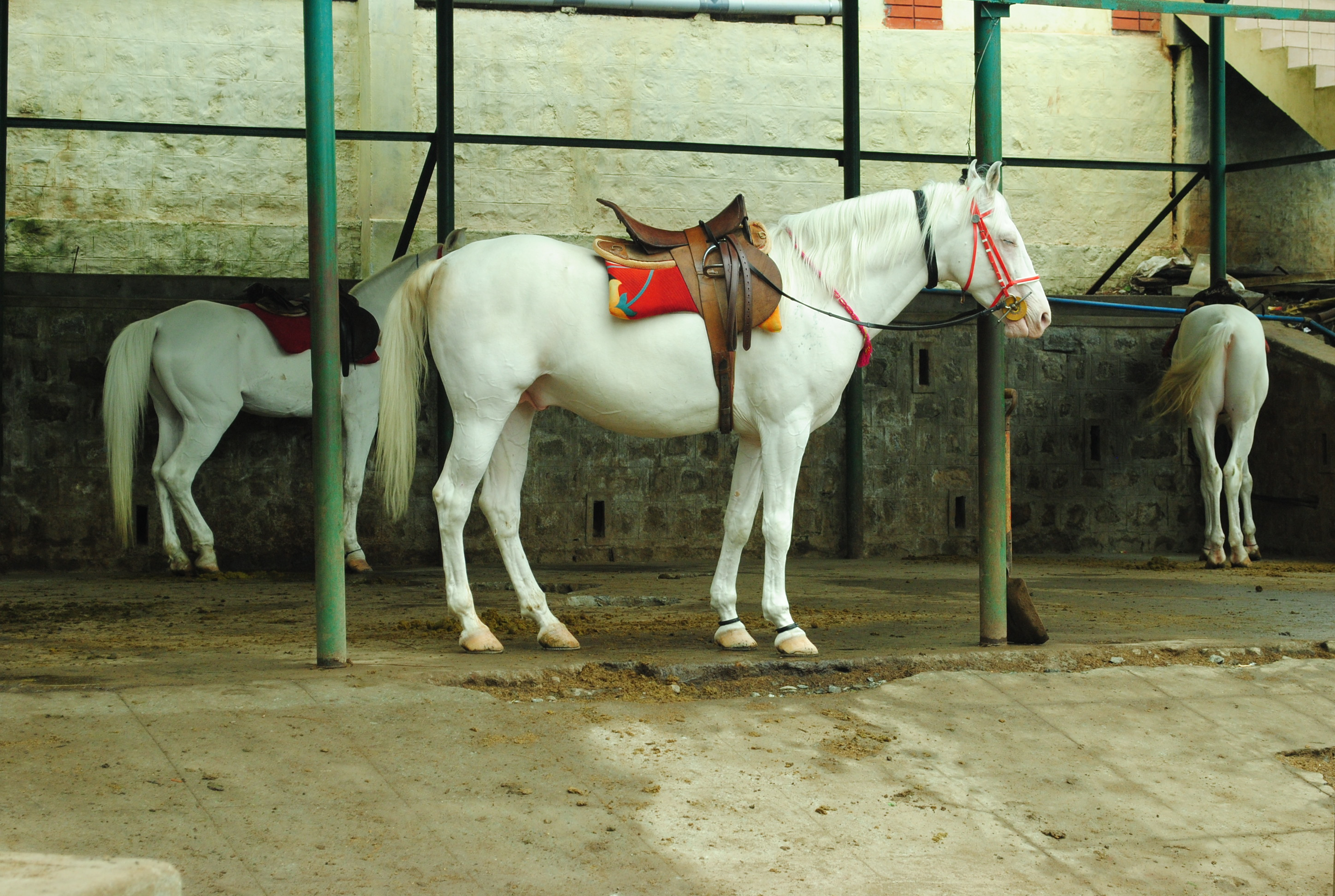
Một con ngựa trắng để kéo xe

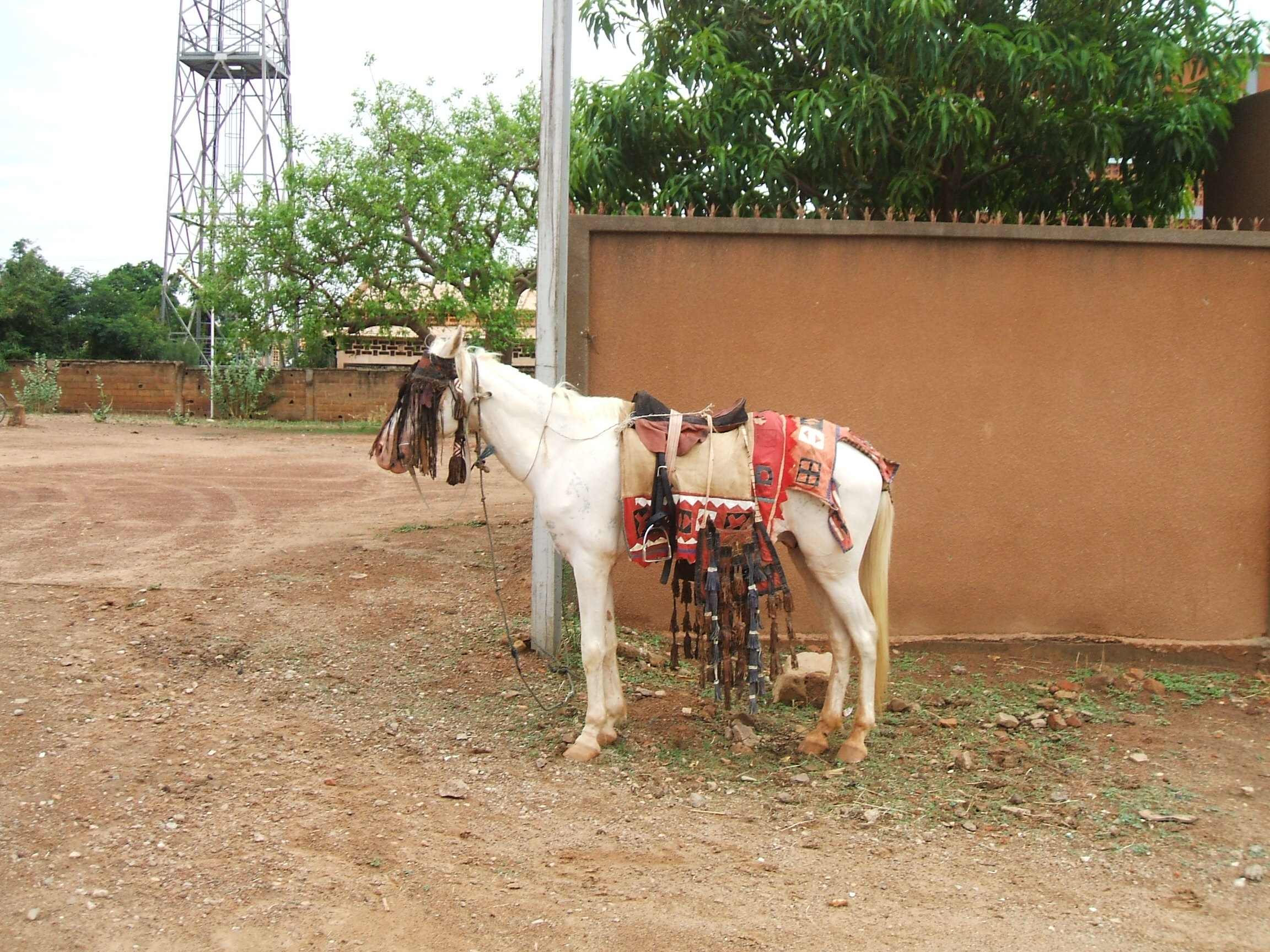
Một con ngựa trắng ở Burkina Faso

Con ngựa trắng khi sinh ra không phải là màu trắng. Một con ngựa trắng thực sự là hiếm, thực sự ngựa trắng là những con ngựa có màu xám nhưng có bộ lông đa phần là màu trắng. Màu trắng cũng thay đổi theo tuổi, thường thấy ở ngựa trung niên, hóa ra xám khi già hơn. Khi nhỏ, ngựa có lông xám có màu đậm hơn, khi lớn có màu sáng hơn, trắng hơn, nhưng vẫn giữ màu đen ở chân lông. Lúc đầu với mái tóc đen sau đó mất dần đổi sang màu trắng, thông thường tóc ngựa chuyển sang màu trắng tinh khiết giữa khoảng 6-8 tuổi.
Con ngựa trắng thường được gọi là ngựa màu xám bởi vì màu sắc sẽ biến đổi theo một quá trình lão hóa. Màu da bình thường của con ngựa là màu đen, tóc trắng cho nên nhìn nó giống như là màu xám. Nhiều con ngựa màu xám bị đổi màu da, một số lốm đốm và một số có vệt màu đỏ gọi là "dấu máu" ("blood mark"). Khi con vật có mảng trắng trên nền đen, nền nâu thì màu trắng lấn át nên các loại ngựa ấy được gọi là trắng - xám, trắng hồng chấm trắng, lang trắng có thể không rộng lắm trên cơ thể nhưng cũng thường thấy ở mũi, mí mắt, phần dưới tứ chi, bờm, đuôi.
Màu trắng tuyền trong hỗn hợp màu sắc là trội nhưng đặc biệt, không tồn tại dưới dạng đồng hợp (WW) mà chỉ tồn tại dưới dạng dị hợp Ww. Trong thực tế có thể kiểm tra hiện tượng này vì không có con ngựa nào trắng hoàn toàn, hoàn hảo vì xen lẫn với các lông trắng, cũng có một ít lông màu khác ở bụng, ở bờm, ở đuôi, ở mang tai càng thấy rõ hơn. Đa số ngựa trắng có mắt đen huyền, nhưng một số con có mắt màu xanh. Khi con vật có mảng trắng trên nền đen, nền nâu thì màu trắng xem ra có vẻ lấn át nên các loại ngựa ấy được gọi là trắng xám, trắng hồng, chấm trắng, lang trắng có thể không rộng lắm trên cơ thể nhưng cũng thường thấy ở mũi, mí mắt, phần dưới tứ chi, bờm, đuôi.
Một số con ngựa trắng sinh ra có sắc tố từng phần trên da và lông, nó có thể tồn tại hoặc không khi chúng trưởng thành. Màu trắng, dù là đốm trắng hay sọc trắng hay trắng trội đều được xem chung là những kiểu hình mất sắc tố, và đều do những vùng da này thiếu các tế bào sắc tố. Các kiểu hình mất sắc tố có nhiều nguyên nhân di truyền khác nhau và chúng mới đây được nghiên cứu thường lập bản đồ cho gen EDNRB (thụ thể endothelin loại B) và gen KIT (đột biến trội của một gen).

### Nhận biết
Để phân biệt hai loại ngựa trắng (ngựa kim) và ngựa bạch đều có màu trắng thì ngựa bạch toàn thân ngựa da có màu trắng hồng hoặc trắng mây, da ngựa trắng hồng, xung quanh viền mắt màu hồng, có màu đồng thau, con ngươi có màu đỏ hồng, ban đêm soi đèn có màu đỏ rực. Cả bốn móng có màu trắng ngà, các bộ phận như mũi, miệng, bộ phận sinh dục đều có màu hồng nhuận Để phân biệt giữa ngựa bạch và ngựa trắng thường (ngựa kim) khá đơn giản.

Ngựa bạch khác ngựa trắng thường ở chỗ tất cả chín lỗ đều màu trắng hồng đồng thau trong khi ngựa trắng thường thì vành mắt đen do quá sốt nguồn cao ngựa, người ta đã nấu (mổ) cả những con ngựa không phải ngựa bạch. Nhiều người cho rằng cứ ngựa trắng là ngựa bạch nhưng chúng khác nhau. Thậm chí, nếu không nắm được đặc điểm chính thì không thể phân biệt được. Ngựa bạch khác ngựa trắng thường ở chỗ tất cả chín lỗ đều màu trắng hồng đồng thau (đặc biệt là xem vành mắt) trong khi ngựa trắng thường thì vành mắt đen. 

### Các dạng

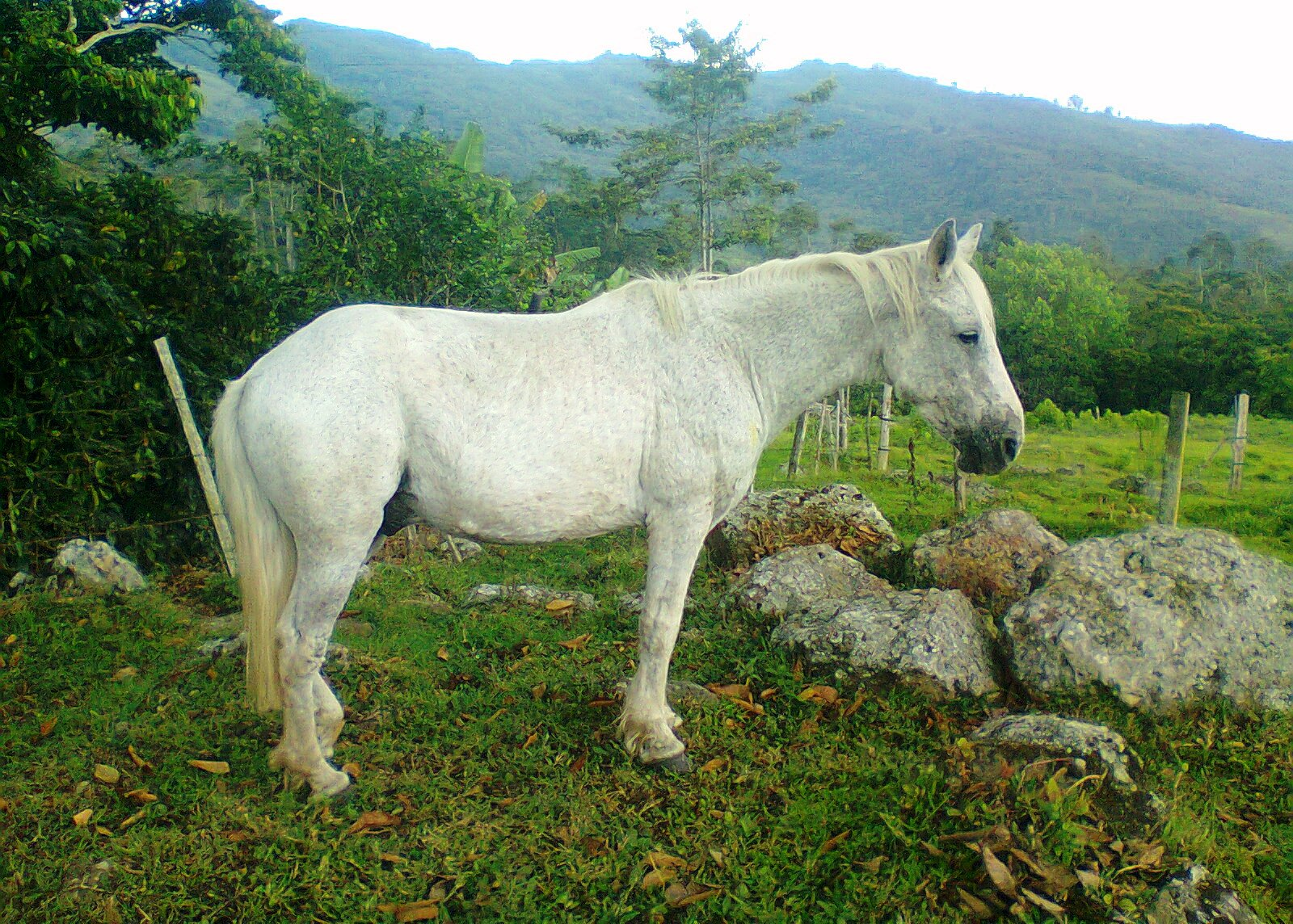
Một con ngựa trắng thường thấy, chúng có lông trắng nhưng có chen lấm tấm những sợi lông tạp

- Ngựa trắng (trắng thường): Là những con ngựa có lông thuần trắng. Lông trắng này có hai loại: 
  - Lông trắng trong suốt, lông và da đều không có sắc tố, đây là dạng di truyền lặn
  - Mắt và miệng có sắc tố, biểu hiện trắng trội, những chỗ khác đều không có sắc tố.

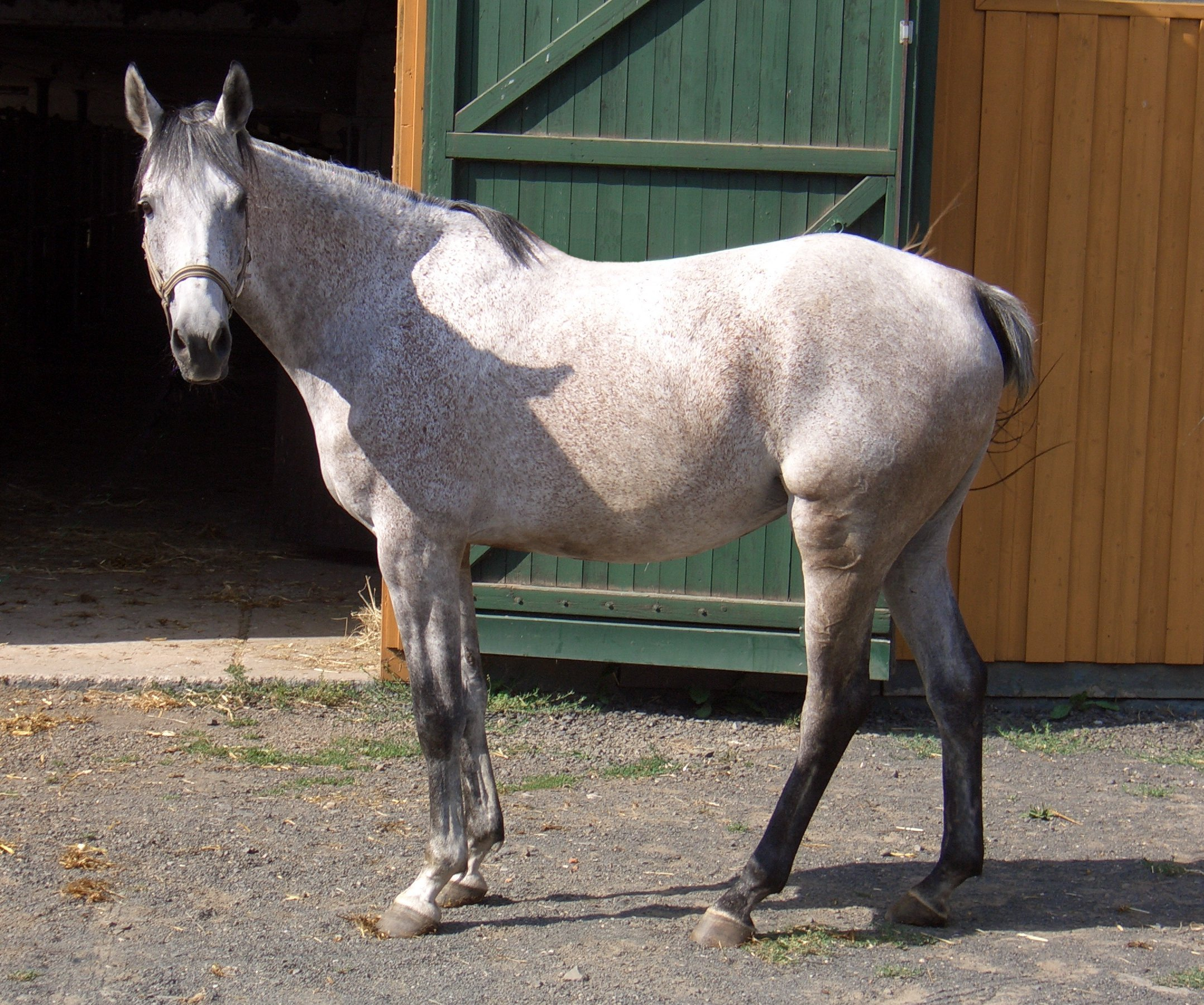
Ngựa cát với màu trắng như cát lấm tấm

- Ngựa trắng lông màu cát, màu cát có hai loại: 
  - Một loại là màu lông cát nhưng khi già đi sẽ chuyển thành màu trắng, càng già số lượng lông trắng càng nhiều lên, đến khi 12 tuổi, có thể toàn thân sẽ chuyển thành màu trắng.
  - Một loại là màu lông này duy trì suốt đời.

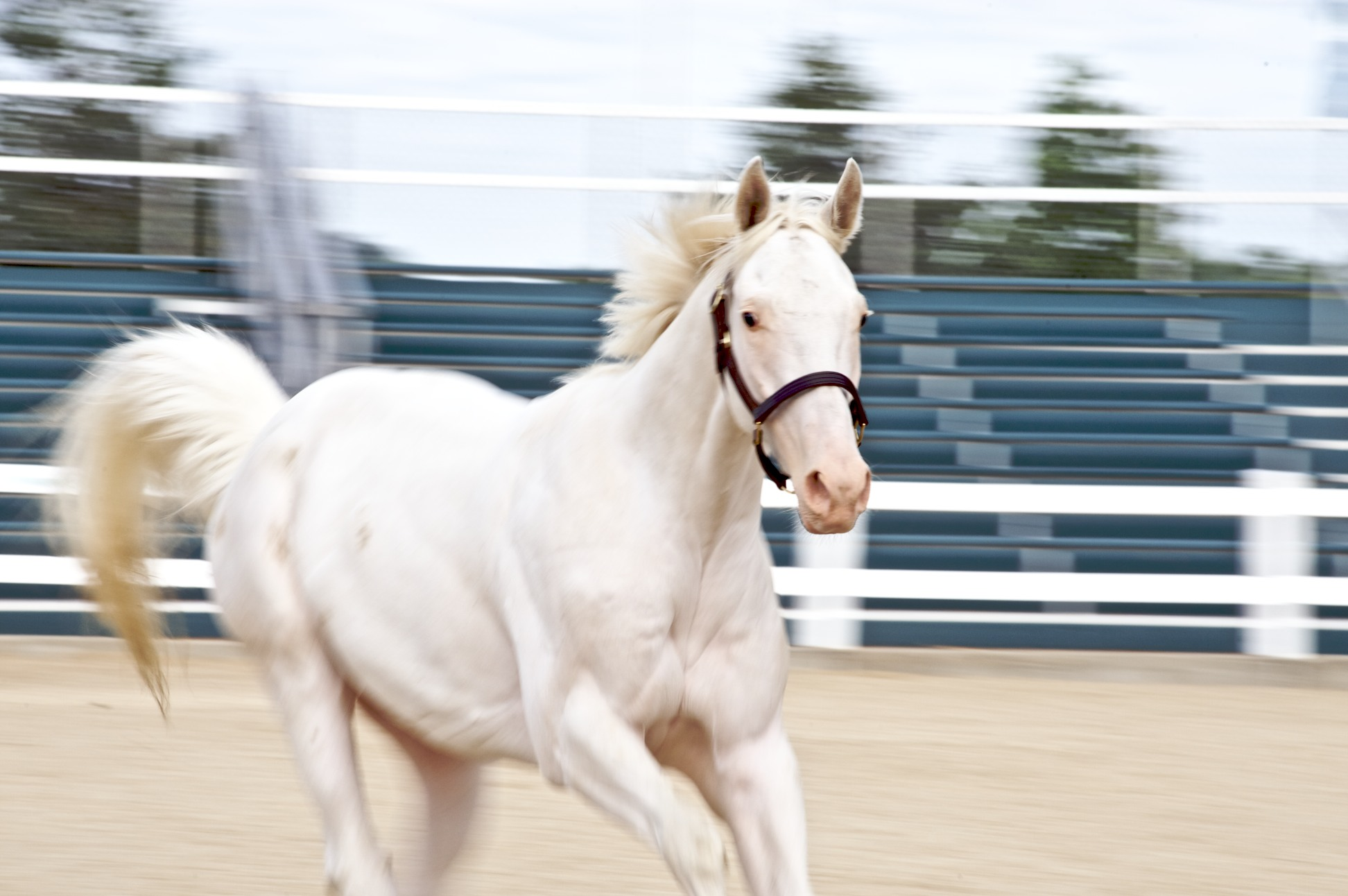
Một con ngựa bạch thuần chủng

- Ngựa bạch: Điểm cốt yếu để phân biệt giữa ngựa bạch và ngựa thường đó là đôi mắt và móng ngựa. Đôi mắt ngựa bạch thuần chủng trông như hòn bi ve, móng ngựa bạch cũng phủ một màu trắng và toàn thân không có một chấm đen[3] Chúng có ba loại:
  - Ngựa bạch hồng (những con ngựa trắng tuyền nhưng có các lỗ tự nhiên màu hồng nhuận và ánh sắc hồng
  - Ngựa bạch kim (những con ngựa trắng tuyền với màu sắc sáng)
  - Ngựa bạch nhạn (những con ngựa bạch trắng muốt).

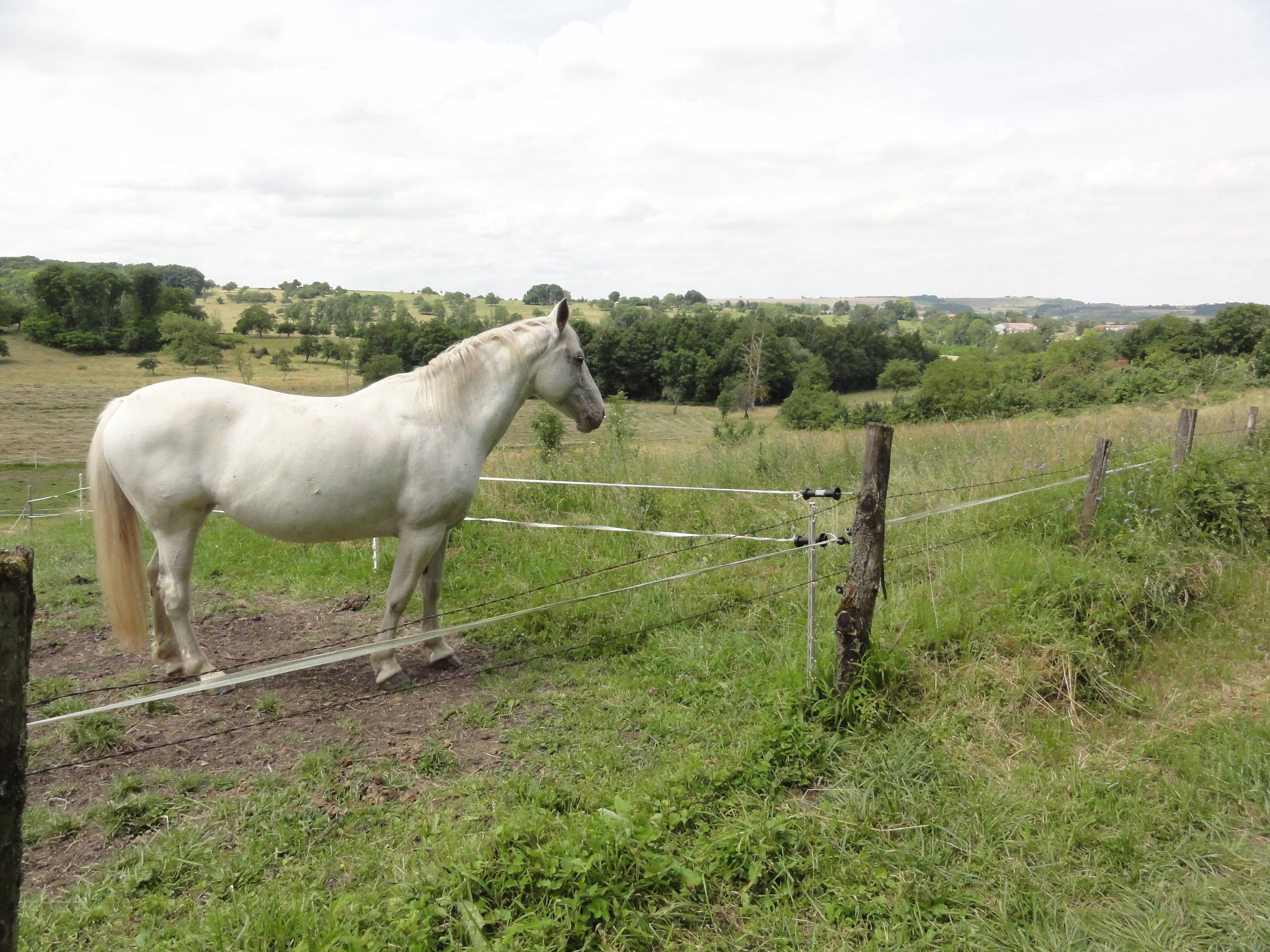
Ngựa hạc

- Ngựa hạc: là những cá thể ngựa có sắc lông màu trắng toát. Ngựa bạch sắc trắng, còn gọi là ngựa hạc. Ngựa hạc thì dân quê không chuộng, có lẽ vì quan niệm đó là sắc ngựa chỉ thích hợp với vua chúa. Người ta không gọi là Ngựa bạch và lại cũng không gọi là Ngựa trắng. Cũng như thuật ngữ "Trâu cò" để gọi Trâu có sắc lông màu Trắng mà không gọi là trâu trắng. Trong chữ viết Hán Việt thì chữ "Khải 啓" có nghĩa chân phải trước của Ngựa có sắc lông màu trắng (Balzane) hay còn gọi là đốm lang chân ngựa. Ngựa hạc gồm có các dạng biến thể gồm:

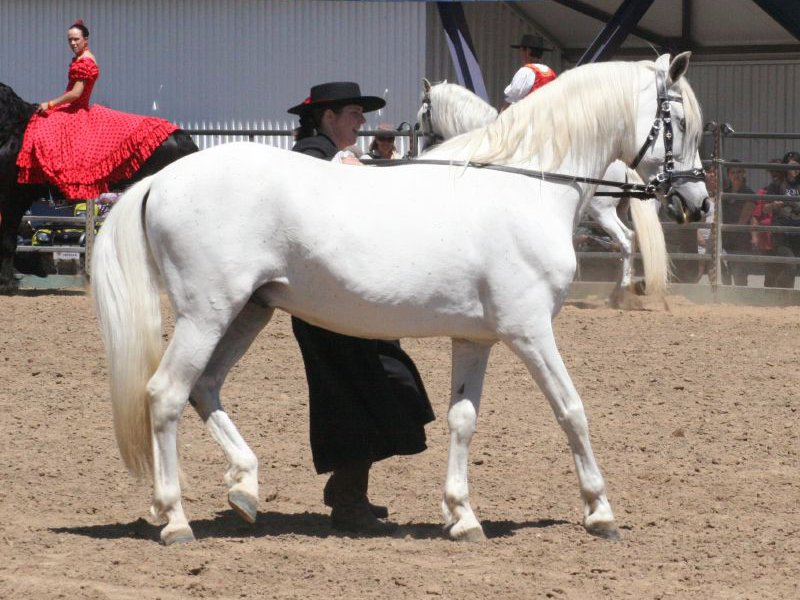
Một con ngựa hạc điển hình thuộc giống ngựa Andalusia

- - Ngựa hạc (thường): Là những con ngựa có nước da màu hồng hào và sắc lông trắng toát (Blanc Eclatant). Những cá thể có thể bắt gặp màu lông này là những con ngựa hạc thuộc giống ngựa Thuần Chủng Anh, hay ngựa hạc (giống ngựa nhỏ con có lông màu trắng) từ Campuchia thường được người Việt mua về để nấu cao ngựa[4]. Ở Việt Nam tương truyền còn có con ngựa chiến Bạch Long Câu của vua Nguyễn Nhạc của Nhà Tây Sơn.

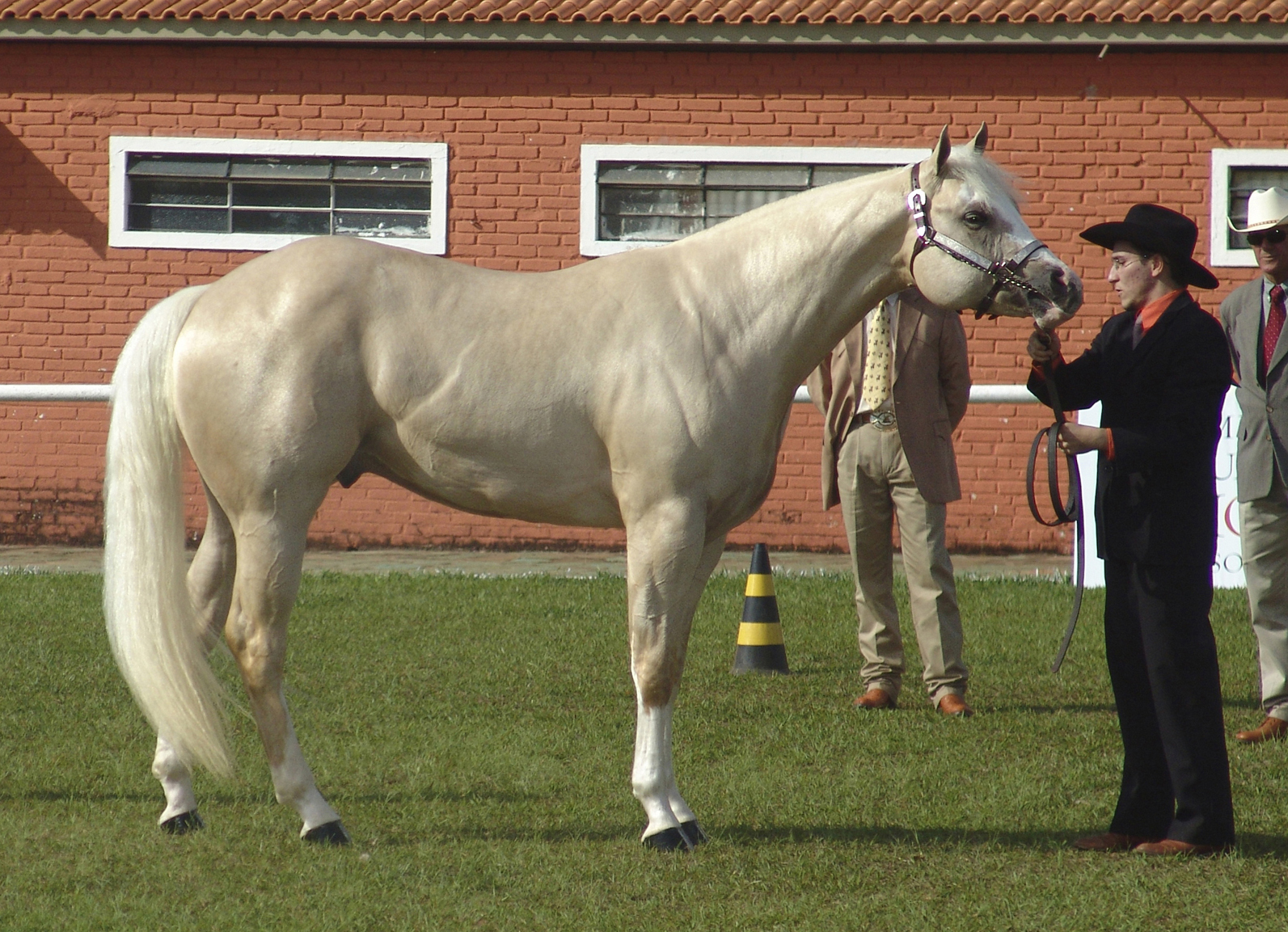
Một con ngựa hạc phèn

- - Ngựa hạc phèn hay còn gọi là ngựa trắng sắc kem: Là những con ngựa sắc lông trắng toát màu phèn (Blanc d'Alun ou Crème) hay màu kem. Ngựa hạc phèn phổ biến có giống Ngựa Lipizzan nước Áo có thể mang những màu sắc này.

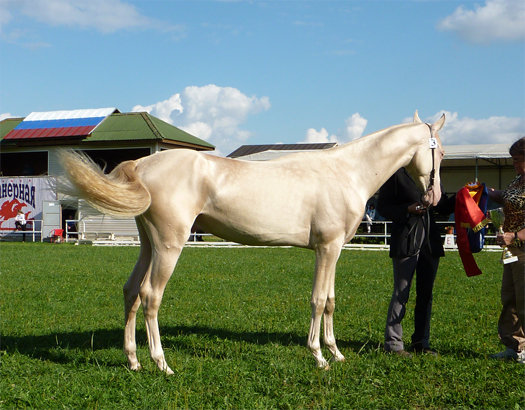
Một con ngựa Hãn Huyết Mã ở dạng ngựa Hạc Ngân

- - Ngựa hạc ngân hay còn gọi là ngựa trắng sắc bạc: Là những con ngựa có sắc lông Trắng toát ngời ánh bạc (Blanc Argenté), điển hình là những con ngựa thuộc giống ngựa Akhal-Teke Thuần chủng (hay còn gọi là Huyết Hãn Mã).

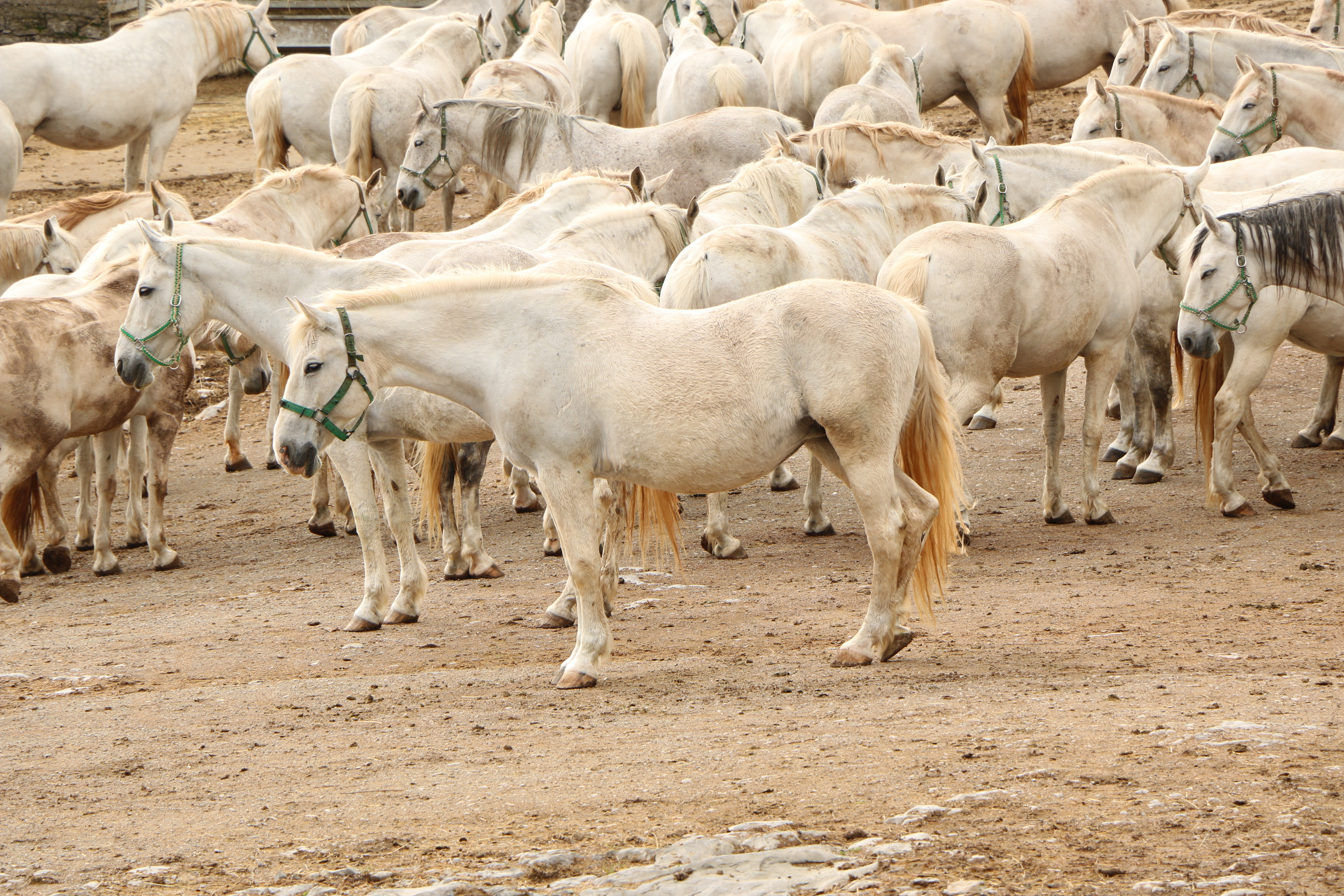
Một đàn ngựa hởi

- Ngựa hởi: Là những giống ngựa có sắc trắng có pha lông trắng vàng vàng, những biến thể của chúng gồm có:

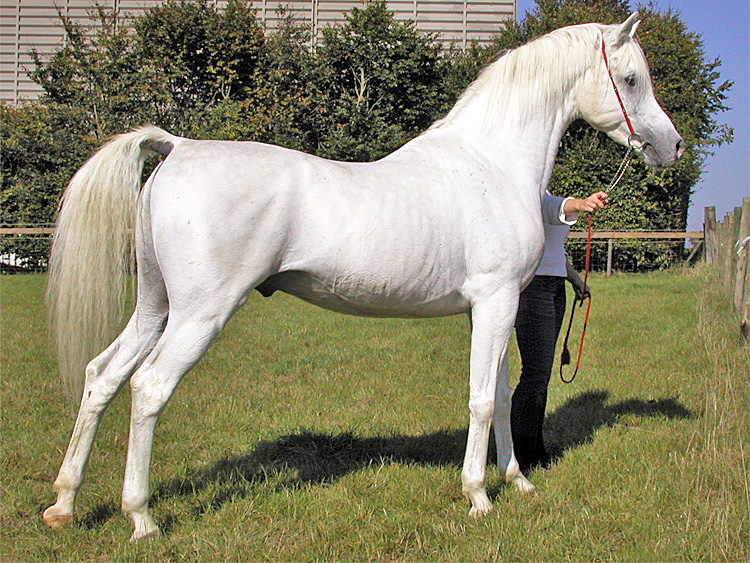
Một con ngựa hởi thuộc giống ngựa Ả rập

- - Ngựa hởi (hởi thường): Là những con ngựa có sắc lông trắng, bốn móng chân đen, nó cũng thường thấy ở giống ngựa Ả Rập thuần chủng và giống ngựa Thiên Mã.

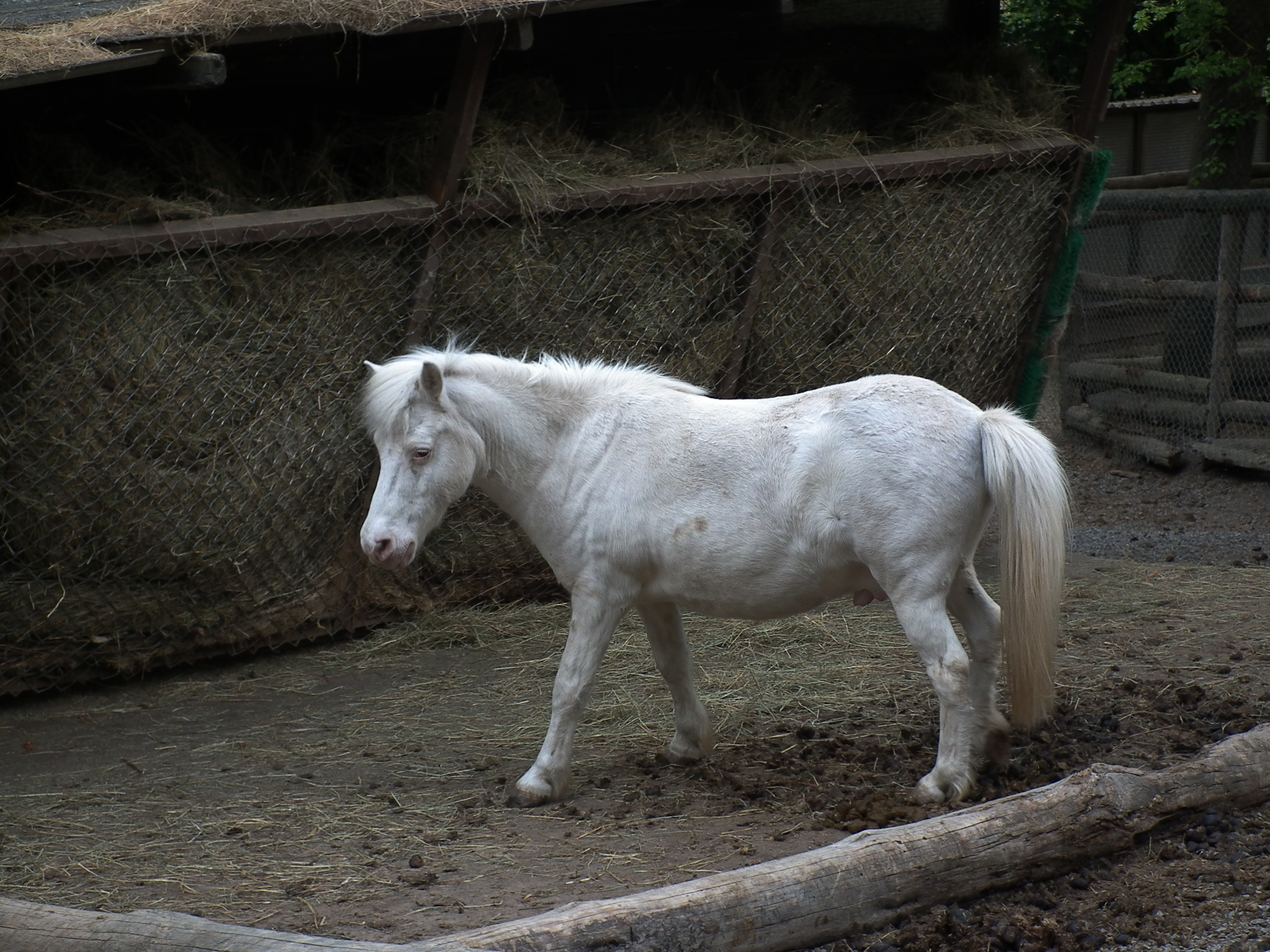
Một con ngựa hởi bông với sắc lông trắng xù như bông

- - Ngựa hởi bông: Là những con ngựa sắc lông trắng như bông, bốn móng chân đen. Một số giống ngựa có màu sắc này như ngựa Lippizan nước Áo.

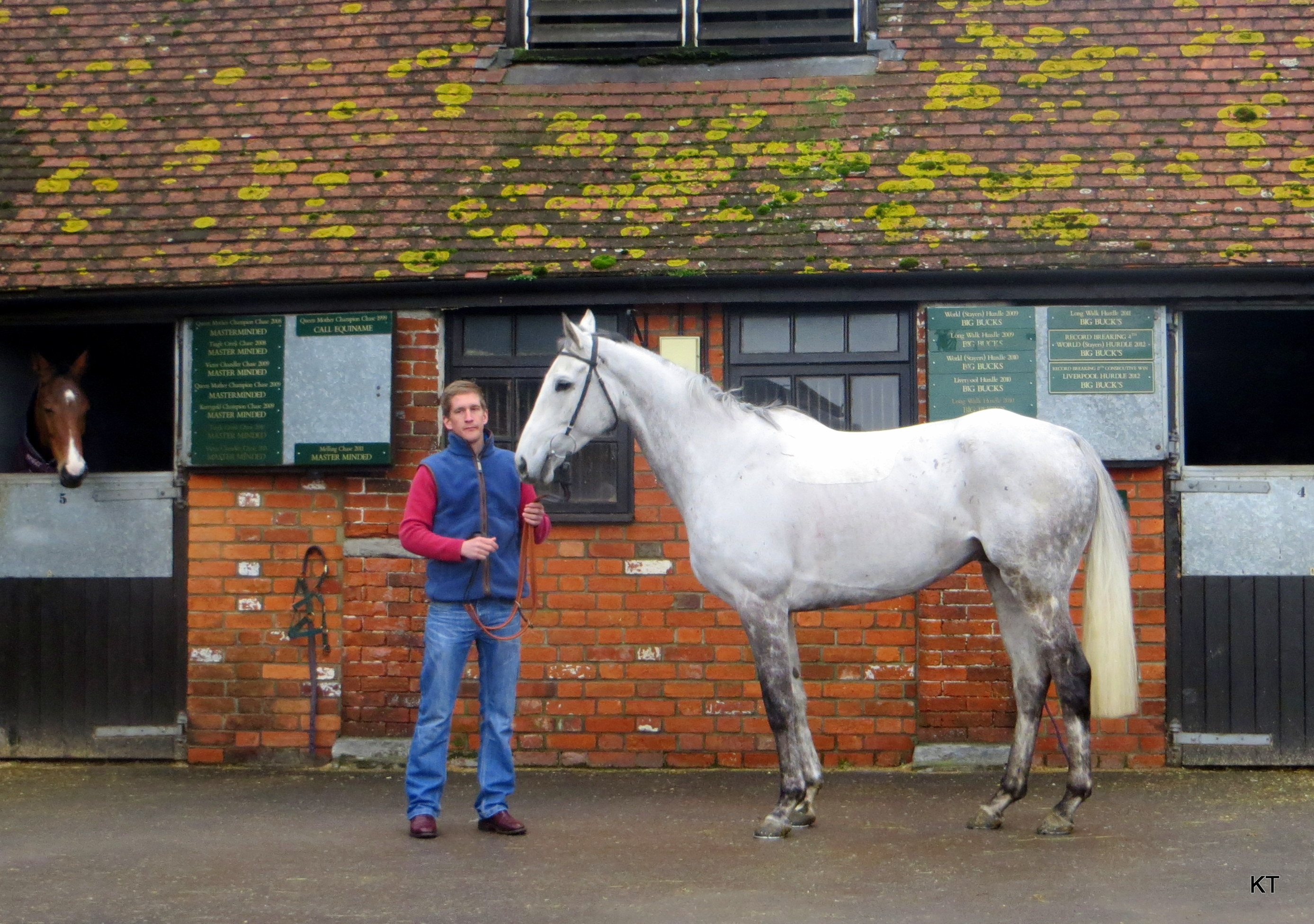
Một con ngựa hởi bạc

- - Ngựa hởi bạc: Là những con ngựa có sắc lông trắng ánh bạc, bốn móng chân đen.

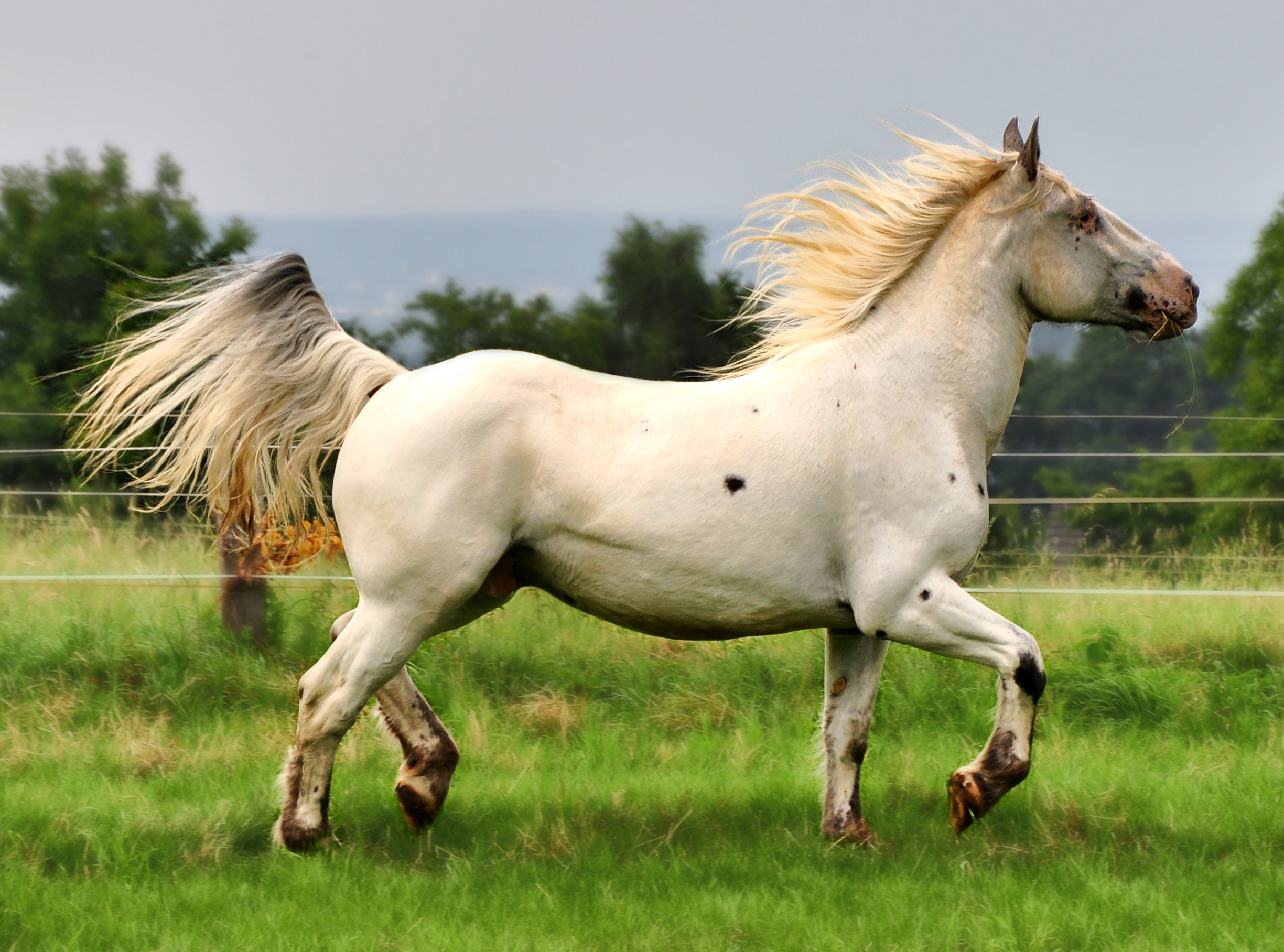
Ngựa hởi đồng với sắc trắng là lông mao, đuôi màu vàng đồng nhạt

- - Ngựa hởi đồng: Là những con ngựa sắc lông trắng vàng ánh đồng, bốn móng chân màu đen.

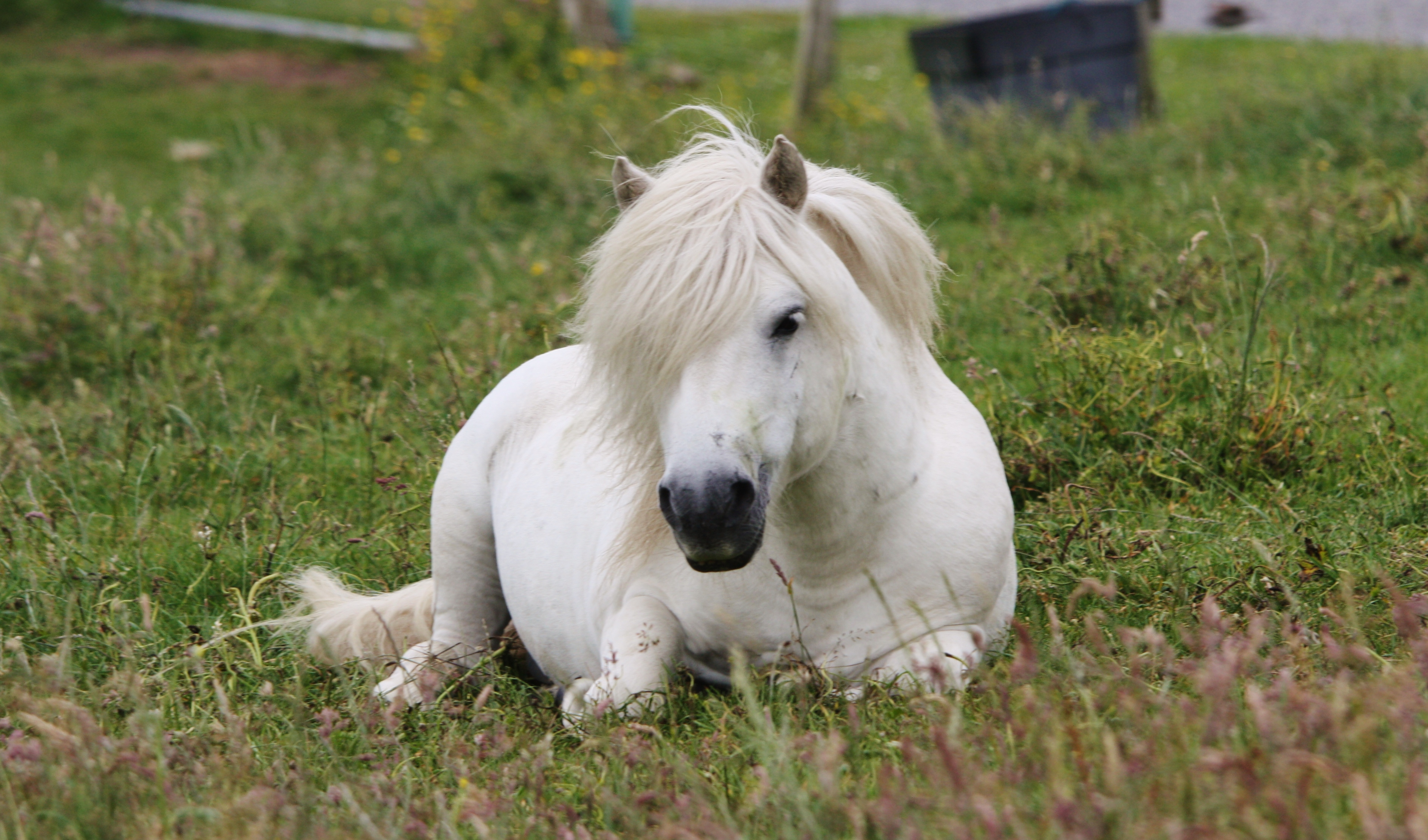
Ngựa kim

- Ngựa kim là những giống ngựa có màu trắng (kim) chủ đạo có chút sắc màu hoặc xám, là trắng có pha một ít màu xám thành trắng mốc. Chúng là giống ngựa có lông trắng có chen một ít đen (lông màu trắng mốc). Ngựa kim có thể được phân biệt với ngựa bạch chủ yếu nhờ vào độ tuyền của lông (lông ngựa kim thì trắng có lẫn tạp) và các bộ phận khác cũng như màu mắt.

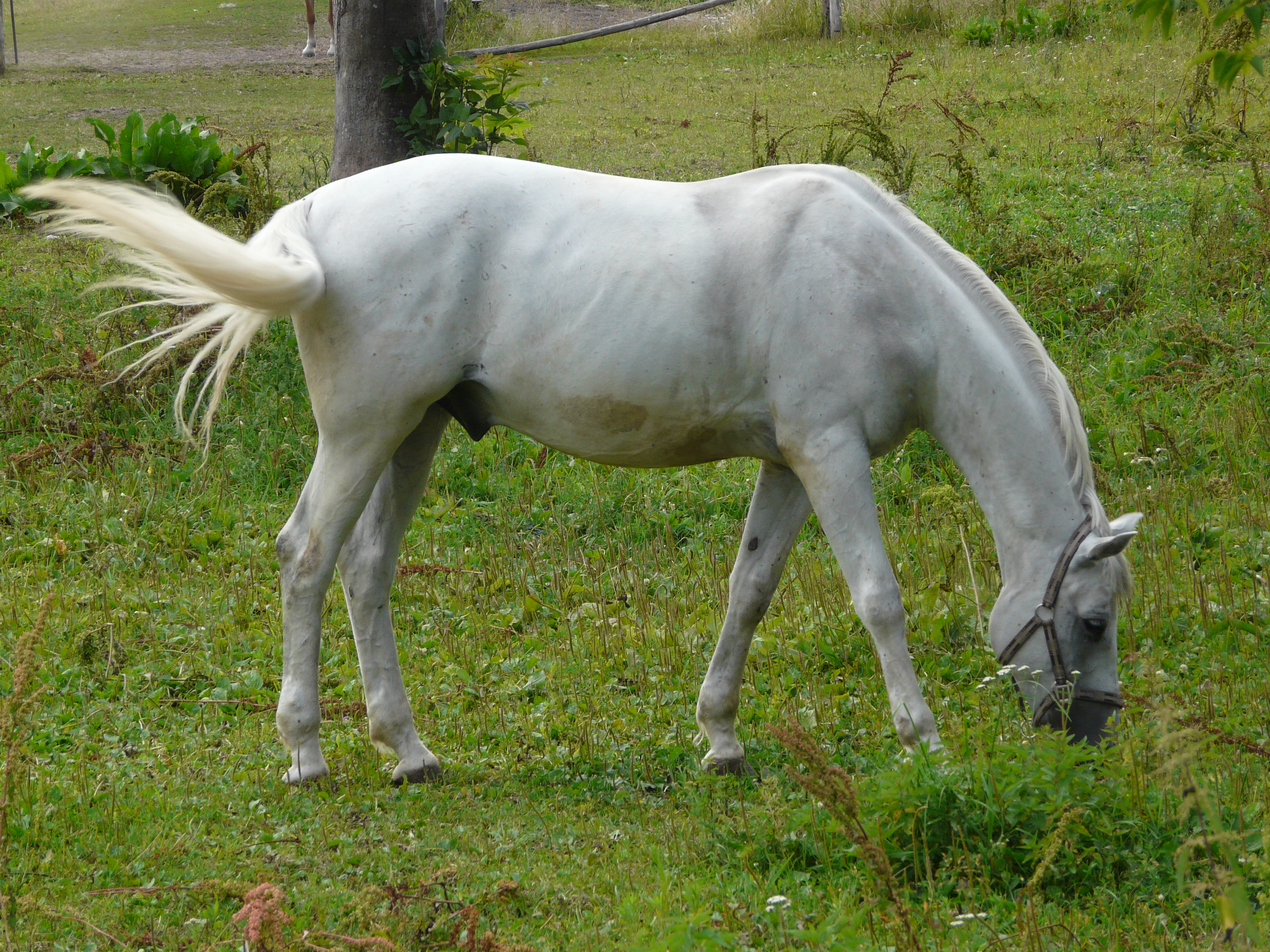
Một con ngựa kim

- - Ngựa kim (kim thường): Là những con ngựa có nước da màu xẩm và sắc lông trắng xám (Blanc Grisé), chẳng hạn như màu sắc của một số giống ngựa Lipizzan nước Áo) và ngựa Marwari thuần chủng của nước Ấn Độ.

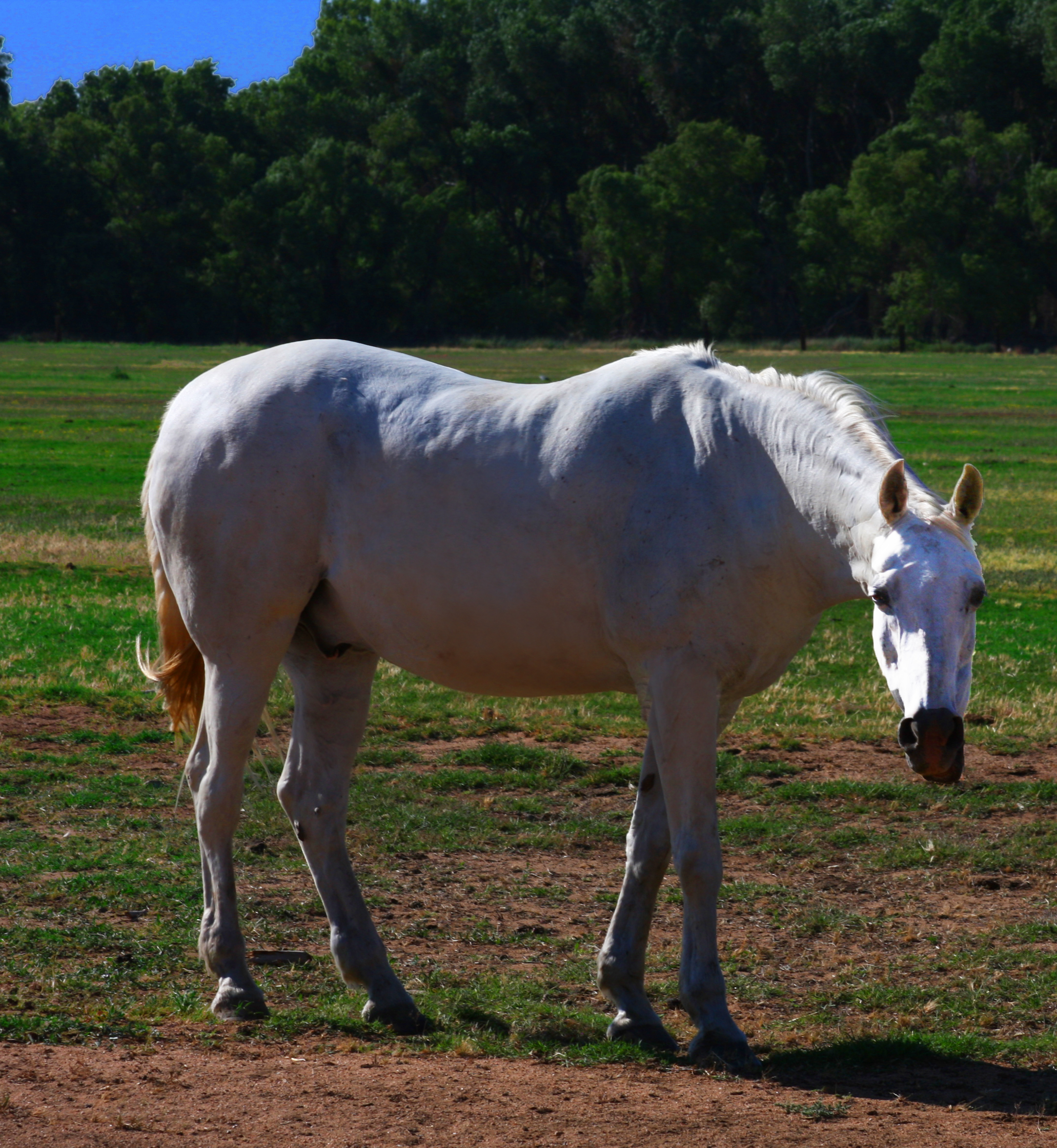
Ngựa kim lâu

- - Ngựa kim lâu: Là những con ngựa sắc lông trắng xám, bờm đen và bốn móng chân đen, chẳng hạn như giống ngựa Criollo của Pérou hoặc giống ngựa thuần chủng Ả Rập–Thiên Mã.

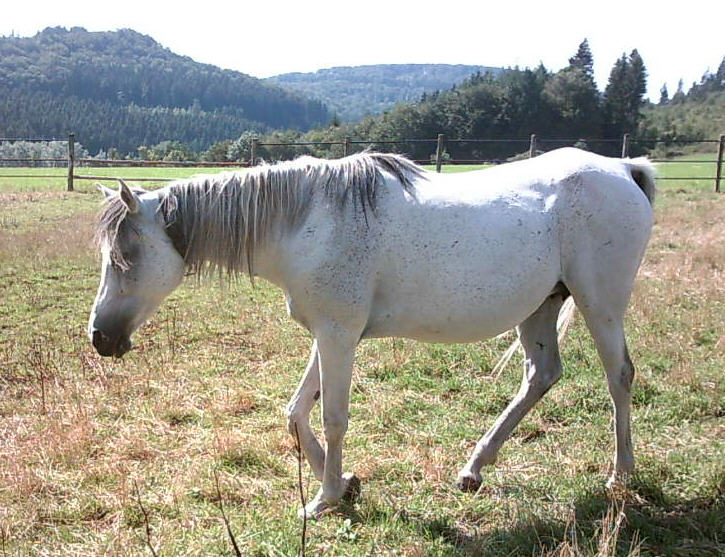
Ngựa kim lân

- - Ngựa Kim lân là sắc kim có từng chùm lông đen xen lộn, đây là những giống ngựa trắng có pha tạp.

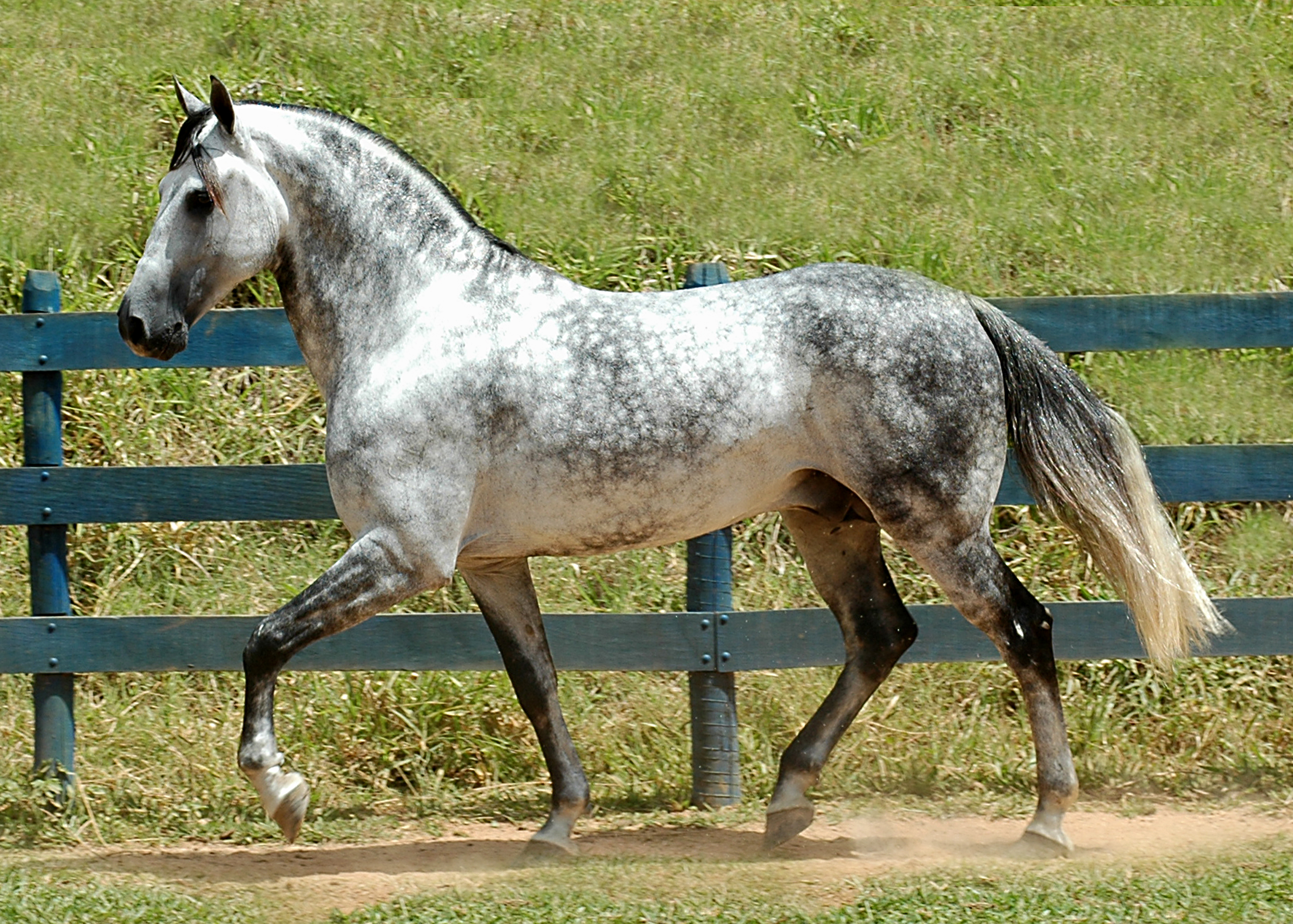
Một con ngựa kim than

- - Ngựa kim than (ngựa kim lốm đốm): là ngựa có thêm sắc đen nhiều hơn. Ngựa kim than màu pha tạp cũng không phải là ngựa bền. Là những con ngựa có sắc lông trắng xám bờm đen và mình lốm đốm, có thể thấy chúng xuất hiện trên những cá thể ngựa thuộc giống ngựa thuần chủng Ả Rập–Thiên Mã hoặc giống ngựa Apalosa (APAH) của nước Mỹ.

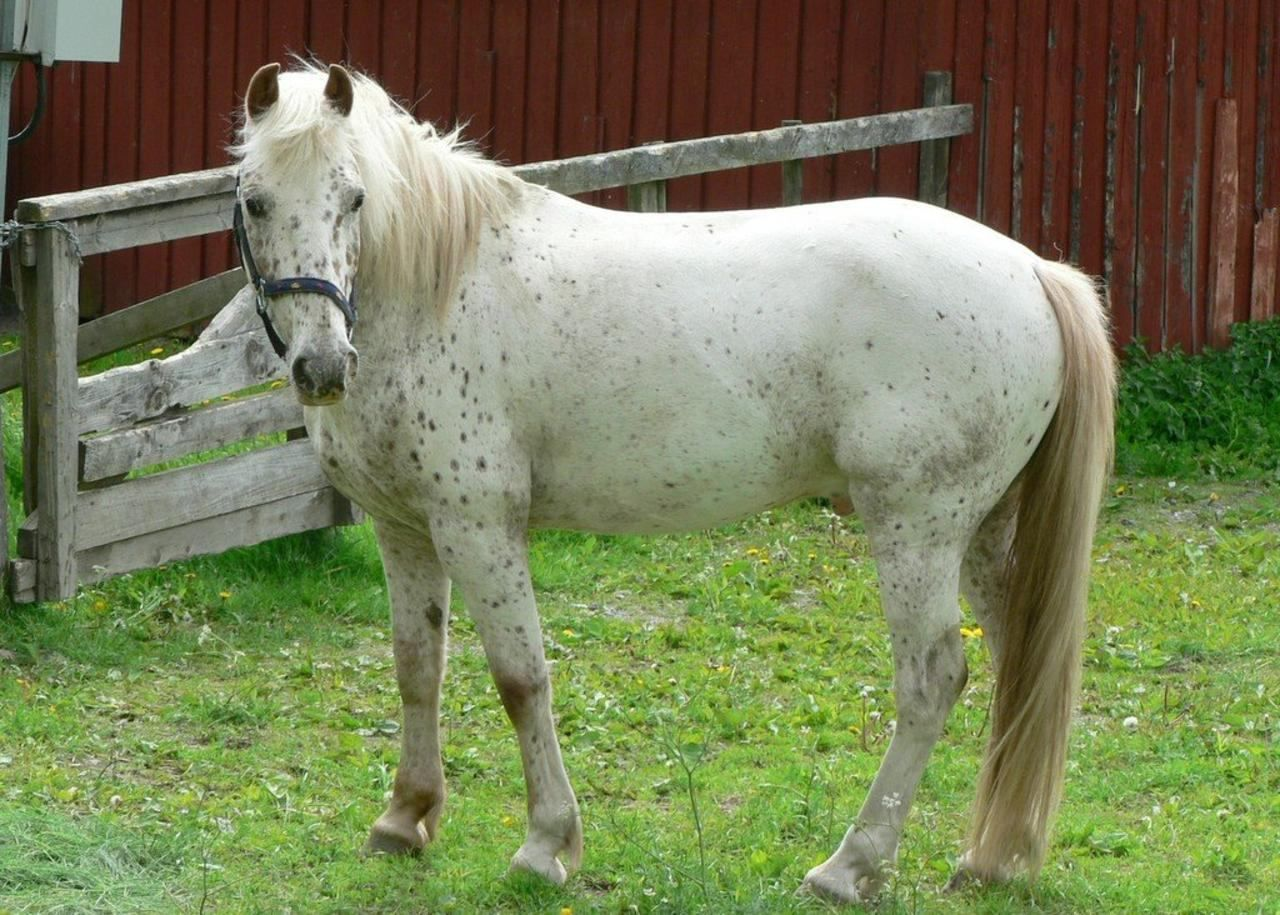
Ngựa kim lem

- - Ngựa kim lem: là đen và trắng trộn thành hơi lem lem, là những giống ngựa có sắc lông trắng xám loang lỗ những vết lem màu đen hoặc nâu xẩm (lem luốc). Những giống ngựa có thể bắt gặp là giống ngựa Knabstrup của nước Đan Mạch hay ngựa Ngựa Appaloosa của Mỹ.

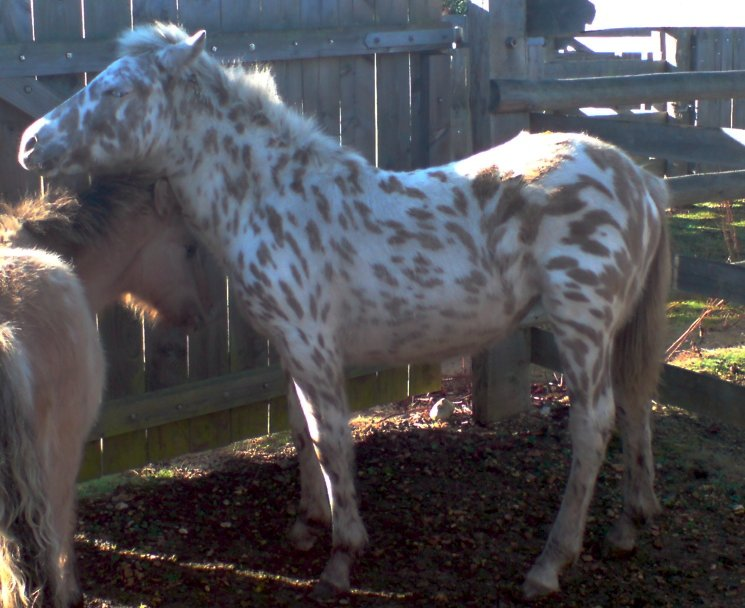
Ngựa kim quy

- - Ngựa kim quy: Là những giống ngựa có sắc lông trắng xám có những lằn sọc đen hay trắng. Ngựa kim quy còn được gọi là ngựa Lạc là ngựa vằn (Lạc mã thiên lý vương).

## Trong văn hóa

### Biểu tượng

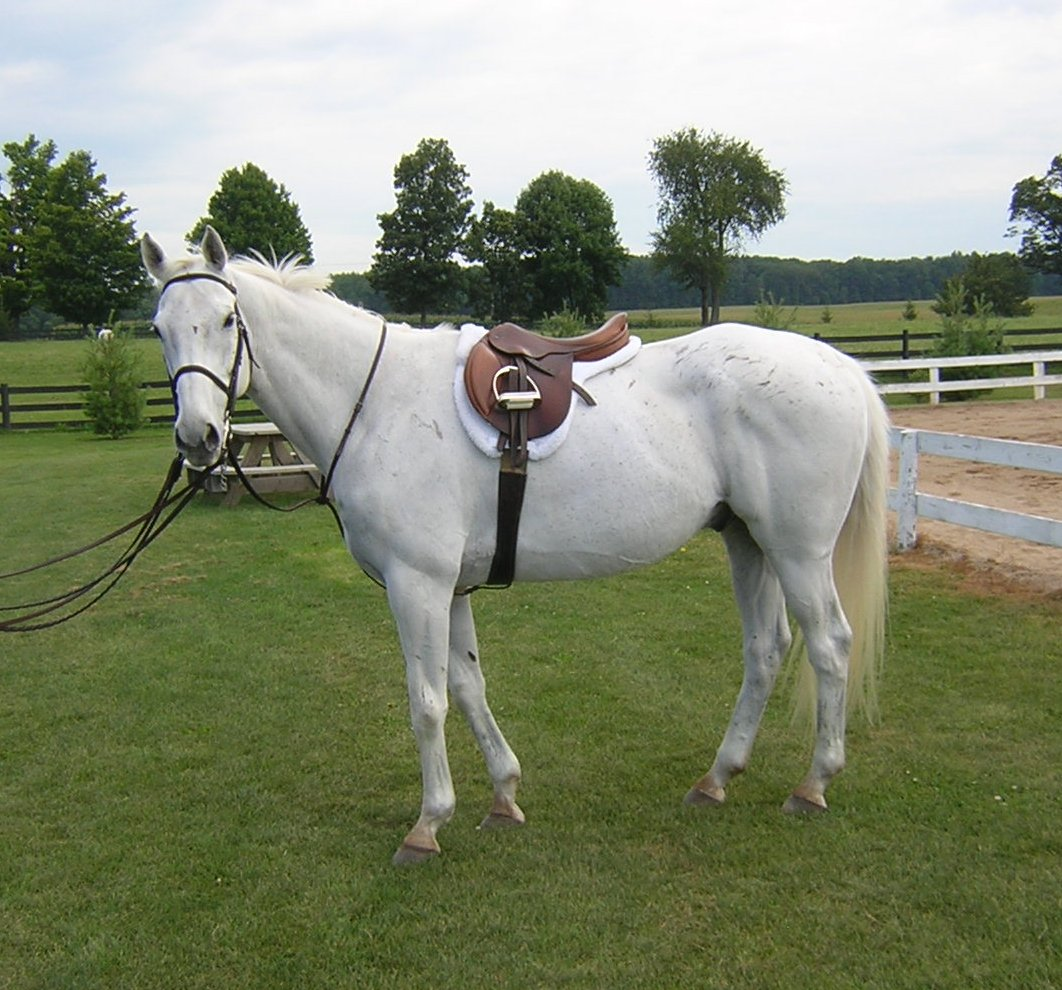
Một con ngựa nòi dòng bạch mã

Với sắc màu trắng, khi phi nước đại bờm ngựa tung lên như những tia nước, đặc biệt là khứu giác nhạy cảm với nguồn nước của nó, ngựa trắng còn được coi là biểu tượng của thần nước. Ngựa chạy nhanh như gió, vì thế vó ngựa thường được ví với thời gian và dòng chảy. Trong văn chương Việt Nam và Trung quốc hay sử dụng thuật ngữ "thời gian như bóng câu qua cửa" bóng câu ở đây chỉ vó ngựa và ví thời gian đi nhanh như vó ngựa hoặc ngược lại. Từ ý nghĩa này mà ngựa trắng còn được gọi là những con tuấn mã của mặt trời.
Màu trắng là đối lập của màu đen thì ngựa trắng cũng là đối lập của ngựa đen. Hình ảnh con ngựa chiến màu trắng sáng loáng với những lục lạc ngân vang nơi cổ gây hứng cảm chiến đấu và hứng cảm khoái lạc, đó cũng là sự khởi đầu quá trình thăng tiến của biểu tượng ngựa từ âm ty lên thế giới bên trên. Ngựa ở một số nền văn hóa khác thì liên quan đến sức mạnh và sự chiến thắng và còn là biểu tượng của sự phì nhiêu, từ đặc tính hiếu động và xung lực, sinh lực của nó mà ngựa trắng còn được xem là biểu tượng của sự sung túc dồi dào và no đủ, trường phái phân tâm học Châu Âu cho rằng con thiên mã màu trắng biểu thị cho bản năng đã được kiểm soát, được làm chủ, được thăng hoa theo luân lý mới.
Bạch mã hay ngựa trắng hay vốn được coi là thứ ngựa dành cho bậc quý tộc, đế vương. Trong rất nhiều đình, đền, chùa vẫn thờ cặp tượng gỗ gồm bạch mã (ngựa trắng) và xích mã (ngựa đỏ), bức chạm khắc vân mã (ngựa bay trên mây) hoặc mã hầu (khỉ cưỡi ngựa) chẳng hạn như ngựa trắng trong đền Bạch Mã ở Bắc Bộ. Tranh vẽ ngựa cũng xuất hiện khá sớm với các bức địa mã (ngựa ăn cỏ), tòng giá (theo hầu ngựa), tỳ giá (dong ngựa). Trong chuyện nhân gian phú ông kén rễ bắt các chàng trai làm thơ so tài thi phú, sau đây là bài vịnh con ngựa trắng như sau: "Bạch mã trắng như tuyết. Tứ túc cương như thiết. Tướng công kỵ bạch mã. Bạch mã tẩu như phi".

### Dấu tích

Một con ngựa trắng

Ngựa trắng có dấu tích từ sớm trong văn hóa, lịch sử. Phiên bản huyền thoại của con ngựa trắng được tìm thấy trong con ngựa bay Pegasus trong thần thoại Hy Lạp và kỳ lân từ sử thi Babylon của Gilgamesh. Một tài liệu tham khảo sớm nhất về con ngựa trắng được tìm thấy trong các tác phẩm của Herodotus, người ta cho rằng con ngựa trắng đã được giàn dựng như con vật linh thiêng trong tòa Achaemenid của Xerxes vua của đế Quốc Ba Tư (trị vì 486-465 TCN). Ông là cháu trai của Cyrus và con trai của Darius.
Trong tập tục của một số dân tộc nông nghiệp ở La Mã, có nghi lễ hiến tế ngựa cho vị thần Mars. Trong lễ hiến sinh đầu con ngựa được trang trí bằng những bông lúa mỳ để cảm tạ thần về một mùa màng bội thu. Trong nghi thức còn có tục cắt đuôi ngựa và lấy máu của nó pha với máu của những con bê chưa đẻ để hiến sinh, sau đó phân phát máu đó cho các gia trại nuôi gia súc để cầu cho đàn gia súc phát triển. Tục này cũng giống với hiến sinh máu ở đuôi bò (châu Phi) để biểu trưng cho hồn lúa và khả năng sinh sản được chuyển hóa và tụ lại ở cái đuôi. Ỡ Ai len có tục dân chúng đốt lửa trong ngày lễ thánh Jean và nghênh tiếp một hình nộm ngựa với những tiếng hô vang "Ngựa trắng".
Nhiều tập tục cầu nước vẫn dùng ngựa trắng để hiến sinh: bộ lạc vùng sông Oka có tục dìm ngựa xuống nước để hiến sinh, hoặc một số tộc dân Ấn-Âu cũng vẫn duy trì lễ hiến sinh ngựa. Ở nhiều dân tộc có quan niệm cho rằng ngựa có thể tham dự vào bí mật của nước để làm phì nhiêu đất, làm sinh sôi nảy nở sự sống. Quan niệm này xuất phát từ khả năng đánh hơi kỳ lạ và có thể tìm ra nguồn nước chảy ngầm dưới đất. Hình ảnh con ngựa đập mạnh chân xuống đất làm phọt lên những dòng nước chính là hình tượng thần nước của các dân tộc vùng Tây Âu và Viễn Đông. Truyền thuyết về những suối phun Bayard vẫn còn in đậm dấu ấn của con Thiên mã Pégasus với mạch nước ngầm Hippocrène, mạch nước của khu rừng thiêng, nơi hoạt động của các nữ thần nghệ thuật.
Hình ảnh cỗ xe ngựa trắng là hiện thân của thần Apollon hay cỗ xe của các Pharaông bị chìm trong biển đỏ trên bức bích họa ở nhà thờ Thánh Savin; hoặc con ngựa Asha của các thần Ashvins – thần thời gian của văn hóa Ấn Độ; cỗ xe mặt trời trong Rig - veda cũng đều là những hình ảnh mô phỏng sự huy hoàng của chiều đi ánh sáng, Chúa ngự trên con Bạch mã; ngựa trắng là vật cưỡi của Đức Phật trong cuộc ra đi vĩ đại. Các hoàng đế Việt Nam đều chuộng cưởi bạch mã đó là một loại ngựa quý hiếm có sắc lông màu trắng như tuyết, cao lớn ôn hòa, có nghĩa biết mến chủ, biết bảo vệ chủ, không sợ tiếng động, tiếng gào thét, tiếng rống của voi, tiếng hí của ngựa khác, tiếng va chạm binh khí, tiếng súng. 

### Ngôn ngữ

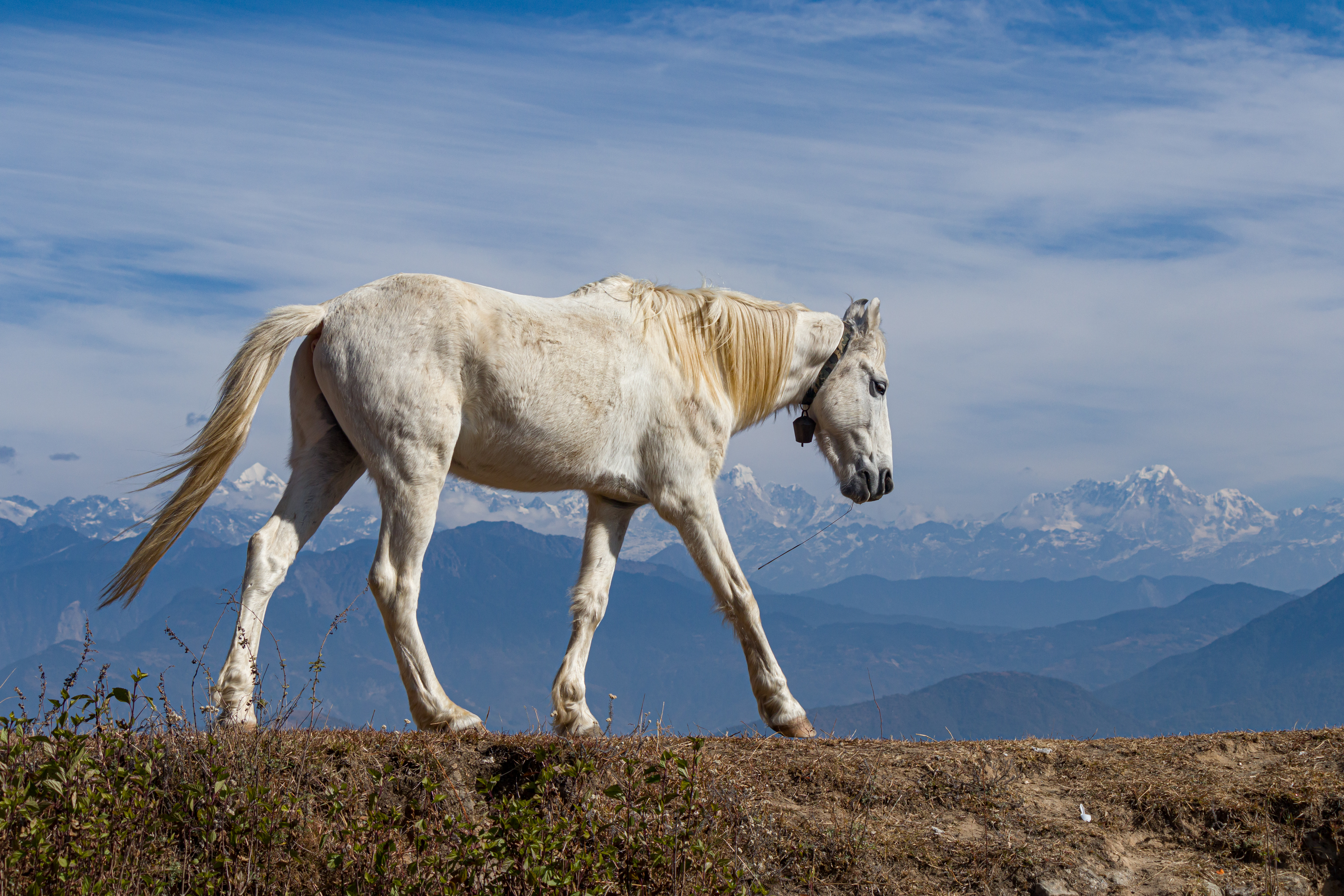
Ngựa trắng không phải là ngựa?

Liên quan đến loài ngựa trắng, có một mệnh đề nổi tiếng của Công Tôn Long là Bạch mã phi mã (chữ Hán: 白馬非馬; bính âm: Báimǎ fēi mǎ) có nghĩa là ngựa trắng không phải là ngựa. Thiên Bạch mã luận sách Công Tôn Long tử viết: "Ngựa là dùng để chỉ cái hình. Trắng dùng để gọi sắc. Tìm ngựa vàng ngựa đen đều có thể được. Tìm ngựa trắng thì ngựa vàng ngựa đen không thể được. Ngựa vàng ngựa đen đều là một loài ngựa, nhưng chỉ cung ứng việc có ngựa, không thể cung ứng việc có ngực trắng. Thế thì ngựa trắng không phải là ngựa là rõ ràng lắm vậy. Con ngựa nếu không chọn ở màu sắc thì ngựa vàng ngựa đen đều có thể ứng được. Ngựa trắng thì đã chọn xong màu sắc; ngựa vàng ngựa đen đều bị loại bỏ vì khác màu. Cho nên chỉ có ngựa trắng là có thể ứng được mà thôi"
Theo Công Tôn Long, dưới góc độ nghĩa đơn thuần nhất của ngôn từ, "ngựa", "trắng" và "ngựa trắng" là ba danh hoàn toàn khác nhau, tồn tại độc lập với nhau. Theo lý giải của ông, "ngựa" là chỉ một loại động vật, "trắng" chỉ một loại màu sắc, "ngựa trắng" chỉ một loại động vật cộng với một loại màu sắc. Như vậy ngựa trắng không phải là ngựa. Cách lý giải thứ hai của ông liên quan đến sự khác nhau về ngoại diên của các từ. Đây là việc luận về sự đồng dị (giống và khác) thì mọi dự đồng dị đều không tuyệt đối. Đứng về mặt tự tướng (Hình dáng riêng) thì mọi sự khác nhau. Đứng về cộng tướng thì mọi sự giống nhau (cùng một thể). Như vậy, sự vật vừa giống nhau vừa khác nhau. các mệnh đề triết học mà Công Tôn Long đề ra không ngoài khẳng định sự tuyệt đối của danh. Danh không những tồn tại bất biến, tuyệt đối so với thực mà Danh này còn tuyệt đối với Danh khác. Danh tồn tại không phụ thuộc vào bất kì một vật cụ thể nào.
Có thể diễn dãi theo sơ đồ sau:
Quy ước: N: ngựa, Nt: ngựa trắng, Nv; ngựa vàng, Nđ: ngựa đen.
Diễn đạt:
- Nt không phải N vì N chỉ hình ngựa nói chung còn Nt chỉ sắc trắng của ngựa.
- Nt không phải là Nv và Nđ. Nv và Nđ tuy có hình chung với Nt nhưng khác sắc. Ở đây chỉ lưu ý sắc nên Nt khác (không phải) Nv và Nđ.
- Ngựa đây được hiểu là ngựa (chỉ chung) và các loài ngựa khác (không phải ngựa trắng) nên Công Tôn Long nói ngựa trắng không phải là ngựa.

Ngày nay, dựa vào Logic học hình thức, ta có thể thiết lập quan hệ giữa ngựa trắng (Nt) và ngựa (N). Xét về nội hàm:
- Ngựa trắng (Nt): Nội hàm sâu, phong phú (ngoại diên hẹp).
- Ngựa (N): nội hàm cạn, ít thuộc tính (ngoại diên rộng)

Thuộc tính sắc trắng trong ngựa trắng không phải là thuộc tính chung của ngựa và không phải là thuộc tính của các loài ngựa khác. Cái riêng của ngựa trắng là sắc trắng. Chính sắc trắng là thuộc tính quyết định giúp phân biệt ngựa trắng và ngựa khác đồng thời tách khái niệm ngựa trắng ra khỏi khái niệm ngựa nói chung. Khi nói ngựa trắng tức là chú ý thuộc tính sắc trắng để phân biệt.

## Ngựa thần thoại

### Bạch Mã

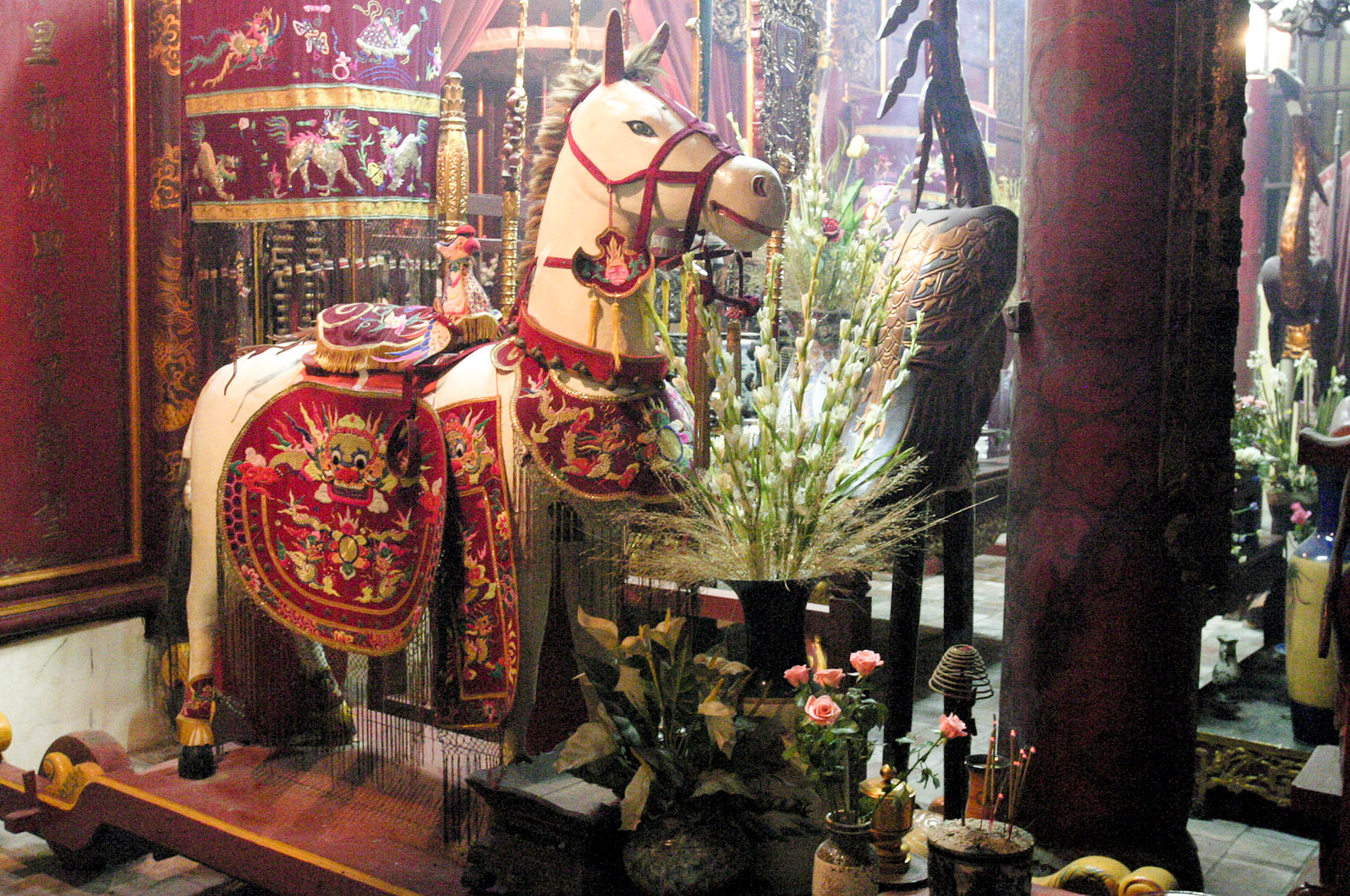
Ngựa trắng ở Đền Bạch Mã

Ngựa trắng trong Đền Bạch Mã, tương truyền Vua Lý Thái Tổ nằm mộng thấy từ đền Long Đỗ có một con ngựa trắng đi ra, theo vết chân ngựa, vua cho xây lại và đã thành công nên đặt tên đền nơi đây là đền Bạch Mã. Còn có Đền Bạch Mã xứ Nghệ được xây dựng từ đầu thời Lê, để thờ Phan Đà, trong một lần bị địch phục kích và chém trọng thương ở bến Nguyệt Bổng thì con chiến mã trung thành đã mang ông về căn cứ, ông chết tại đó, lúc ngựa mang ông qua vùng Lai Thành một dòng máu của ông đã chảy xuống và nơi đây mối xây lên thành nấm mồ lớn. 

### Bạch Long Mã

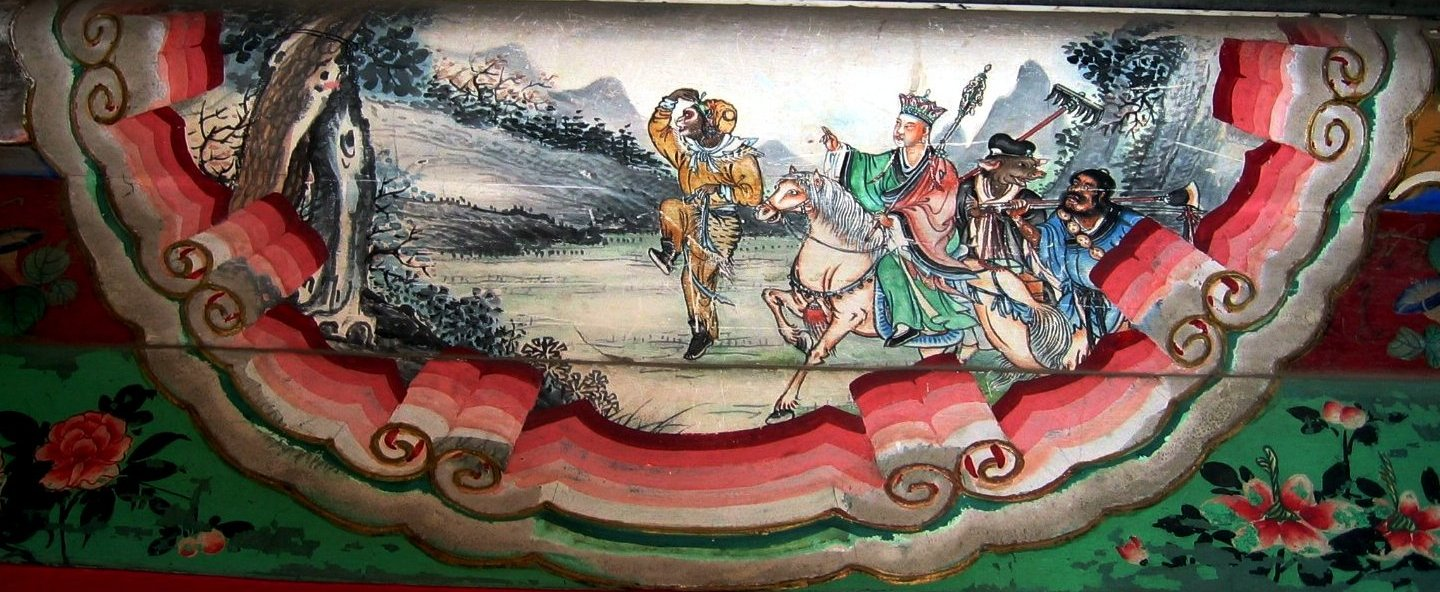
Tam tạng cưỡi bạch long mã

Ngựa Bạch Long (Bạch Long Mã) của Đường Tam Tạng. Đường Tăng đã cưỡi một con ngựa trắng cùng các đồ đệ đi đến Tây Thiên thỉnh kinh theo Tây Du Ký. Đường Tăng và các đồ đệ gặp phải một con rồng trắng, con rồng đã ăn thịt con ngựa của Đường Tăng. Sau đó, Bồ Tát đã hóa con rồng thành một chú ngựa trắng giống hệt con bạch mã đã bị ăn thịt và gọi nó là Bạch Long. Theo truyền thuyết, trước khi bị biến thành ngựa trắng do mắc tội làm hỏng ngọc minh châu, ngựa Bạch Long chở Đường Tăng đi thỉnh kinh và sau này cũng tu thành chính quả. 

### Pegasus

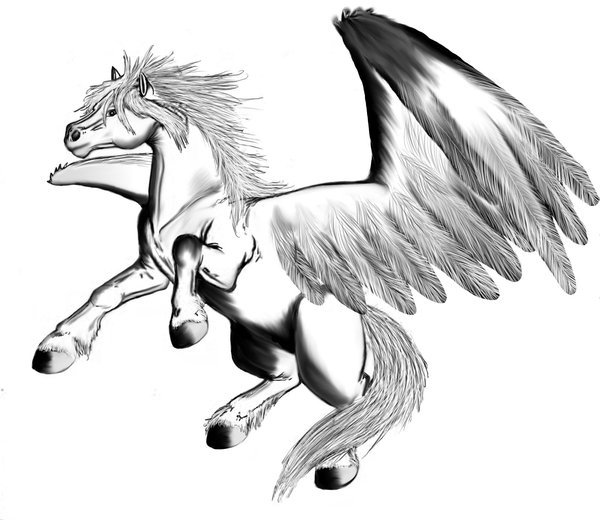
Pegasus

Pegasus là con ngựa trắng có cánh của Hy Lạp. Truyền thuyết miêu tả nó là chú ngựa màu trắng, có cánh. Pegasus có cánh như chim đại bàng, lông trắng muốt, là con của thần biển Poseidon và Medusa. Ngay khi vừa ra đời, Pegasus dậm mạnh chân xuống núi Helicon tạo thành giòng suối Hippocrene khơi nguồn cho thi ca. Lớn lên, Pegasus trở thành ngựa bất kham, không ai trị nổi. Sau khi giúp đỡ người anh hùng Hy Lạp Bellerophon đánh bại quái vật Chimera, thần Zeus biến Pegasus thành một chòm sao trên bầu trời. Nó là một trong những sinh vật thần thoại nổi tiếng ở phương Tây và xuất hiện nhiều trong các bức tranh, thơ ca, sách báo và phim ảnh. 

### Sleipnir

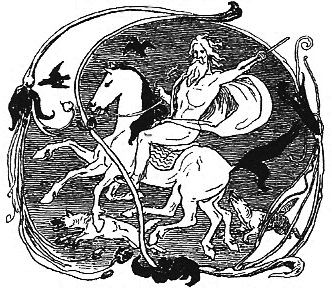
Sleipnir

Ngựa Sleipnir trong thần thoại Bắc Âu được mô tả là có 8 chân và sở hữu sức mạnh vô song, và có lông màu xám trắng, không thứ gì có thể khiến nó chạy chậm lại. Sleipnir còn có thể tới địa ngục Nifheim do nữ thần Hel cai quản. Hermod từng cưỡi sinh vật này xuống địa ngục để cứu anh trai Balder. Sleipnir được Odin xem là con ngựa vĩ đại nhất của loài ngựa trong thần thoại Bắc Âu, là con của người khổng lồ Loki với ngựa Svaðilfari. Trong một âm mưu chống lại một tên khổng lồ băng, kẻ đòi cưới nữ thần Freya, Loki biến thành một cô ngựa cái để dụ ngựa Svaðilfari (ngựa của tên khổng lồ) và cả hai chạy vào rừng. Khi không thấy con ngựa, tên khổng lồ nổi khùng và chửi mắng các vị thần. Loki gặp vận rủi và chạy không thoát, nên đành mang trong mình đứa con của con ngựa đực và đẻ ra Sleipnir. 

### Kelpie

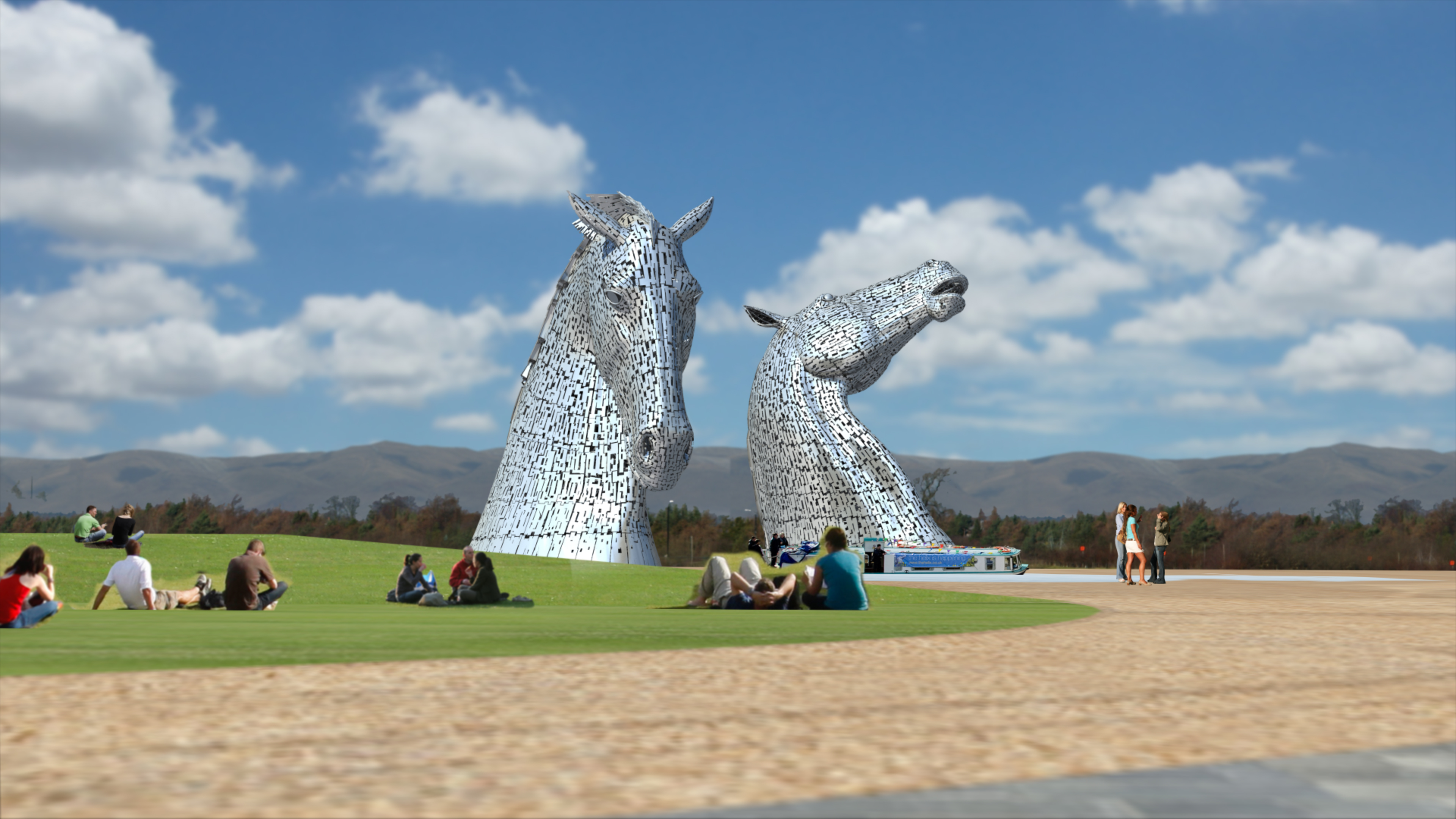
Tượng hà bá

Thần thoại Bắc Âu có loài Kelpie, thường được gọi là ngựa nước vì sống ở các con sông và hồ thuộc Scotland. Thần thoại của các nước Bắc Âu lại lưu truyền câu chuyện về một con quái vật được coi là ngựa nước, có hình thù giống với hà mã, tên là Kelpie. Kelpie có màu trắng toát, có lông mao, thoạt nhìn giống với bạch mã nên bị nhiều người nhầm tưởng, do đó nó đã đánh lừa được nhiều người, khi cưỡi lên nó sẽ đưa đến vùng nước sâu để ăn thịt, chúng cũng có thể hóa thành mỹ nhân lõa thể để dụ con người. 

### Uchchaihshravas

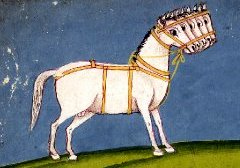
Ngựa trắng bảy đầu Uchchaisravas

Ngựa Uchchaihshravas trong Đạo Hindu, trong thần thoại Ấn Độ, Uchchaihshravas là một con ngựa có 7 đầu, trắng như tuyết, biết bay và xuất hiện vào giai đoạn Khuấy Biển Sữa (Churning of the Milk Ocean). Uchchaihshravas được coi là con ngựa tốt nhất, xuất hiện đầu tiên và là vua của các loài ngựa. Theo sử thi Mahabharata, Uchchaihshravas là thú cưỡi của Indra, vua của các vị thần, nhưng cũng có một số ghi chép cho rằng nó là thú cưỡi của vua quỷ Bali. 

### Al-Buraq

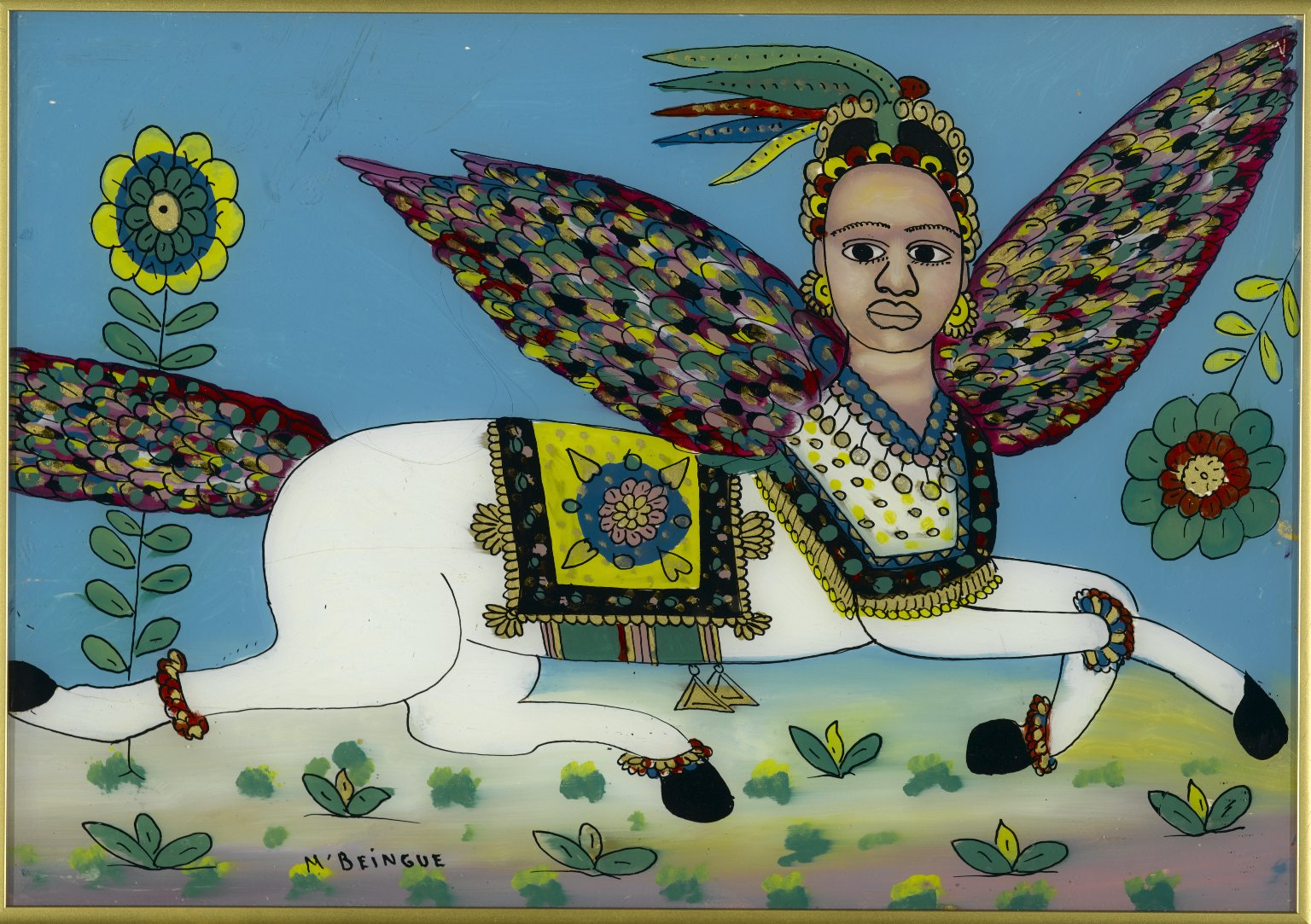
Bạch mã Al-Buraq

Ngựa Al-Buraq theo truyền thuyết của đạo Hồi, Al-Buraq có lông màu trắng, đôi cánh mọc ở thân và đôi khi được mô tả mang khuôn mặt người, có đầu là khuôn mặt của một thanh niên đẹp trai, tuấn tú, và có đôi tai rất to, có thể nghe được âm thanh từ xa. Al-Buraq là chiến mã, là phương tiện di chuyển của các nhà tiên tri. Cái tên Al-Buraq bắt nguồn từ tiếng Arab trong đó "buraq" có nghĩa là "tia chớp". Câu chuyện nổi tiếng nhất liên quan đến loài ngựa này được ghi chép trong kinh Quran. Nhà tiên tri Muhammad cùng với thiên thần Jibril (Grabiel) đã cưỡi chúng từ thánh địa Mecca tới Jerusalem, sau đó lên thiên đường chuyện trò với thánh Allah trong "Cuộc du hành ban đêm". Linh vật này rất được sùng bái tại khu vực Tây Nam Á (gồm vùng núi Caucasus, bán đảo Ả Rập, các sơn nguyên Tiểu Á, Armenia, Iran). 

### Tứ mã

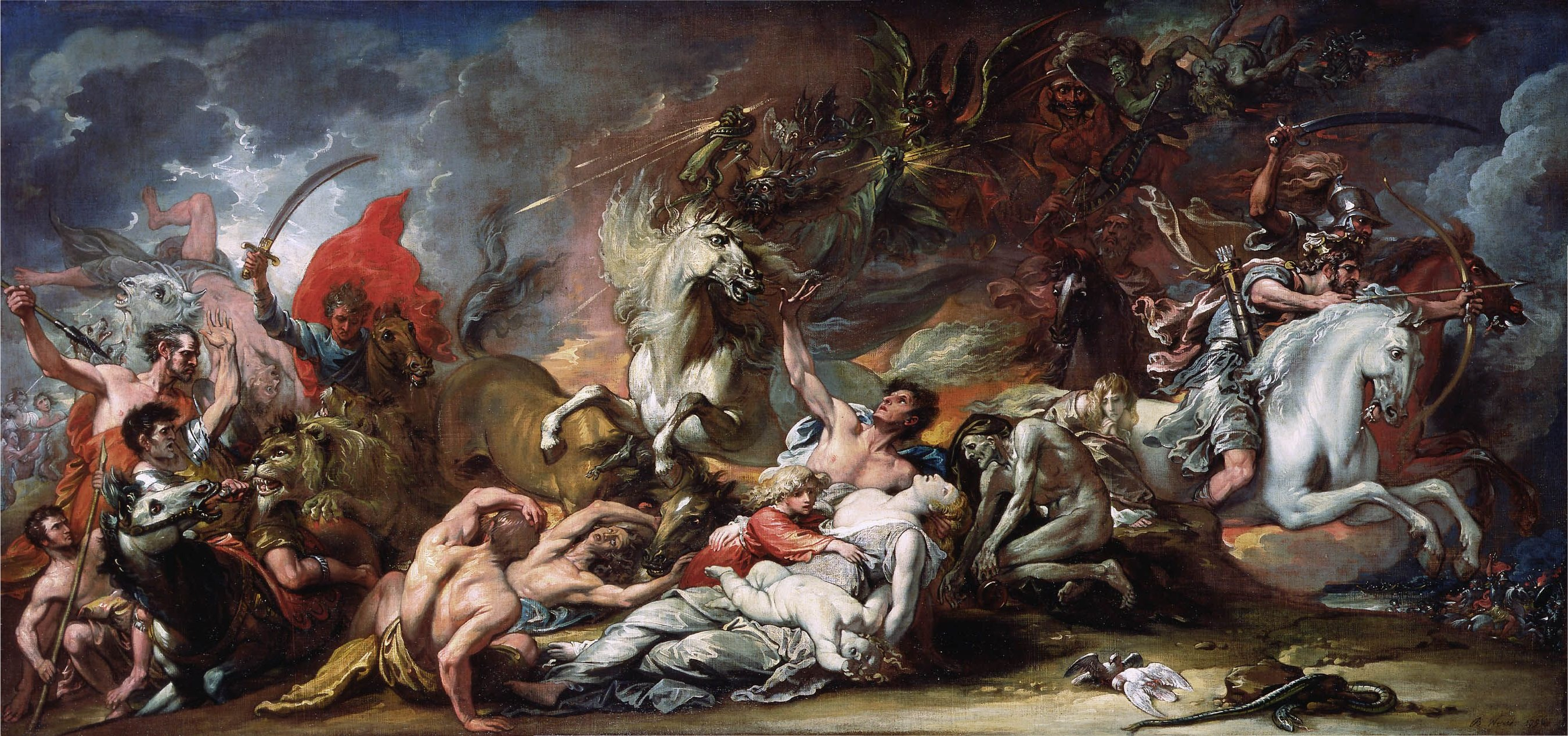
Tứ mã Khải Huyền

Tứ mã trong Sách Khải huyền của Thần thoại Cơ Đốc giáo. Chúng là biểu tượng của Sự chinh phục, Chiến tranh, Nạn đói và Cái chết. Bốn con ngựa được nhắc đến trong Sách Khải huyền của Cơ đốc giáo như Phán xét cuối cùng về ngày tận thế. Chúng có màu sắc riêng biệt lần lượt là trắng, đỏ, đen và xanh xám hoặc xanh lá cây ánh vàng. Những con ngựa này trở thành nhân vật trung tâm trong Thuyết Mạt thế trong gần một thiên niên kỷ, đồng thời được biết đến là nhà tiên tri của tự nhiên. 

### Kiền Trắc

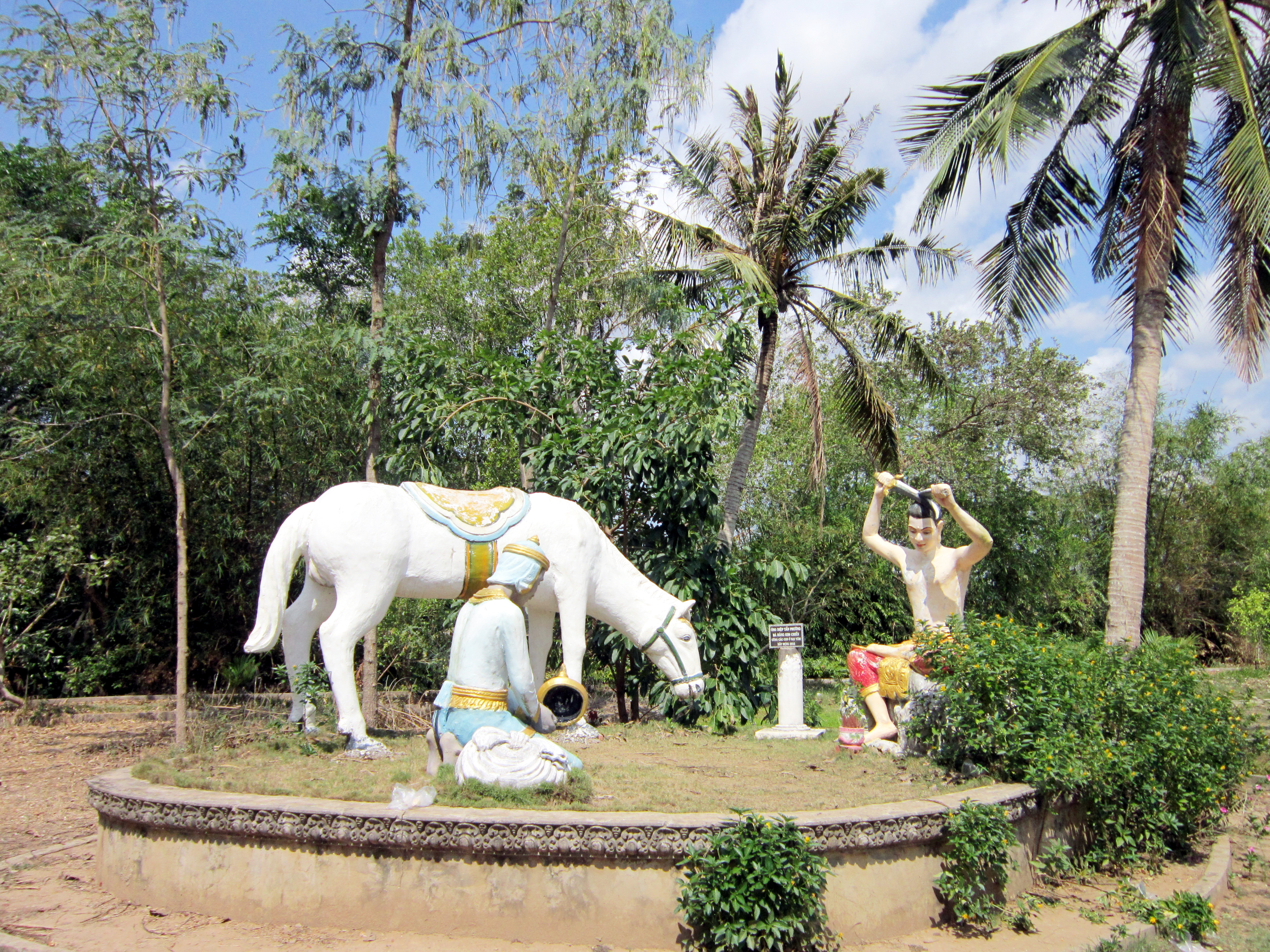
Ngựa Kiền Trắc tại chùa Sà Lon

Ngựa Kiền Trắc (Kanthaka) là con ngựa yêu của Đức Phật Siddhartha Gautama. được mô tả "có chiều dài 18 cubit (1 cubit tương đương 45,72 cm) và chiều cao tương xứng và bộ lông trắng, con ngựa này có lông màu trắng, chiều dài 18 thước và chiều cao tương ứng. Chính con ngựa này đã giúp cho hoàng tử đi tu. Kiền Trắc được sinh ra trong nhà của Đề-Bà-Đạt-Đa, ngựa Kiền Trắc thì vẫn hí vang, chạy nhảy nên đã ra sức hành hạ chú ngựa, roi không làm khuất phục nó, Kiền Trắc còn dữ dằn hơn, giơ chân đe dọa những kẻ dám đánh mình. Ông này cuối cùng phải nhốt chú ngựa tội nghiệp vào hầm không cho ăn uống. Thái tử Tất Đạt Đa nghe tin đồn về một chú ngựa bị hành hạ liền tìm đến cầu xin giao cho mình chú ngựa này. Kiền Trắc được đưa về phủ của thái tử và nuôi dưỡng trong tình yêu, sự quý trọng.  

### Hayagriva

Ngựa trắng Lungta

Thần ngựa Hayagriva của Tây Tạng được xây dựng nguyên mẫu của một con ngựa trắng (ngựa Tây Tạng). Người Tây Tạng thờ cúng vị thần này vì họ tin rằng, ông luôn dùng tiếng hí vang trời để đe dọa và xua đuổi ma quỷ. Những khi giáng lâm cứu người, Hayagriva cũng hí vang, báo hiệu cho mọi người biết mình giáng lâm, thường xuất hiện với hình người đầu ngựa. Tiếng hí của Hayagriva có khả năng xuyên thủng màn không, đem lại ánh sáng của tự do. Những người nuôi ngựa ở Tây Tạng luôn thờ phụng Hayagriva với lòng tôn kính bởi họ tin rằng, ngài sẽ "độ" cho ngựa nhà mình sinh sôi nảy nở thật nhanh chóng. 

### Linh mã
Ngựa trắng N'Tuki là truyền thuyết về chú ngựa trắng N'Tuki sau khi chết đi hóa thành những ngôi sao (Legend of The Spirited Horse). Một phụ nữ là Fa'Rashi cưỡi một con ngựa trắng có tên N'Tuki, có nghĩa là linh mã. Con ngựa trắng khi chết sẽ được đưa lên các tầng của thiên đường để cho tất cả mọi người nhìn thấy. Fa'Rashi là chăm sóc cho N'Tuki luôn luôn sạch sẽ nhằm giúp chú ngựa này có bộ da trắng tinh cho đến khi nó chết. Khi Fa'Rashi cưỡi N'Tuki trở về sẽ ngay lập tức tắm rửa cho chú ngựa đặc biệt này để bùn đất không làm bẩn bộ lông đẹp tuyệt mỹ của nó. Sau 5 tháng mang thai, N'Tuki đã sinh ra ngựa con có bộ lông trắng giống như mẹ tên là N'Kuki. Nó đã qua đời trong thời gian sinh con. Fa'Rashi đã nhìn thấy linh hồn của N'Tuki bay lên trên không trung
Theo lệnh của Chúa trời: "Chăm sóc con của N'Tuki và không được để bất cứ thứ gì tác động đến bộ lông màu trắng của nó. Khi chết đi, nó sẽ được đưa lên thiên đường và tất cả mọi người sẽ nhìn thấy nó". Sau mỗi lần cưỡi N'Kuki là con của N'Tuki, cô lại tắm rửa cho nó sạch sẽ để bộ lông của con vật không bị vấy bẩn. Một lần Fa'Rashi đã cưỡi N'Kuki đi ngắm cô hối thúc N'Kuki chạy nhanh hơn bình thường do không thể nhìn rõ đường đi nên cả hai nhanh chóng bị ngã xuống một cái rãnh, khiến phía bên trái của N'Kuki lấm lem bùn đất. Ba chân của nó cũng bị thương và Fa'Rashi đã bất tỉnh ngay lúc ấy. Sau tai nạn, N'Kuki đã cố đứng dậy và thoát khỏi rãnh bùn. Nó đã phi nước đại để trở về nhà và mỗi sải chân của nó ngày càng yếu đi do những vết thương ngày càng nặng.
N'Kuki nhanh chóng lấy một bao chứa các loại thảo mộc chữa bệnh và giữ chặt nó trong hàm răng của mình để mang đến chữa trị cho Fa'Rashi. Nó đã cố mang số thuốc đó trên những chiếc chân ngày càng đau vì bị chấn thương. Khi đến nơi, N'Kuki nằm xuống bên cạnh Fa'Rashi và nhai các loại thảo mộc thành bột nhão. Sau đó, nó đặt số thuốc đó lên trên những vết thương của Fa'Rashi. Sau khi đã bôi thuốc của Fa'Rashi, N'Kuki đã ngất đi.Thức dậy vào buổi sáng hôm sau, sức khỏe của Fa'Rashi đã tốt lên nhưng cô nhanh chóng phát hiện N'Kuki đã chết vì liều mình cứu tính mạng cô. Fa'Rashi đã để tang chú ngựa trắng cả ngày. N'Kuki đã trở thành Mặt trăng nhưng không có vẻ đẹp tinh khiết do N'Kuki đã cứu tính mạng của Fa'Rashi và bị vấy bẩn bộ lông màu trắng.

## Ngựa nổi tiếng

### Đích Lô

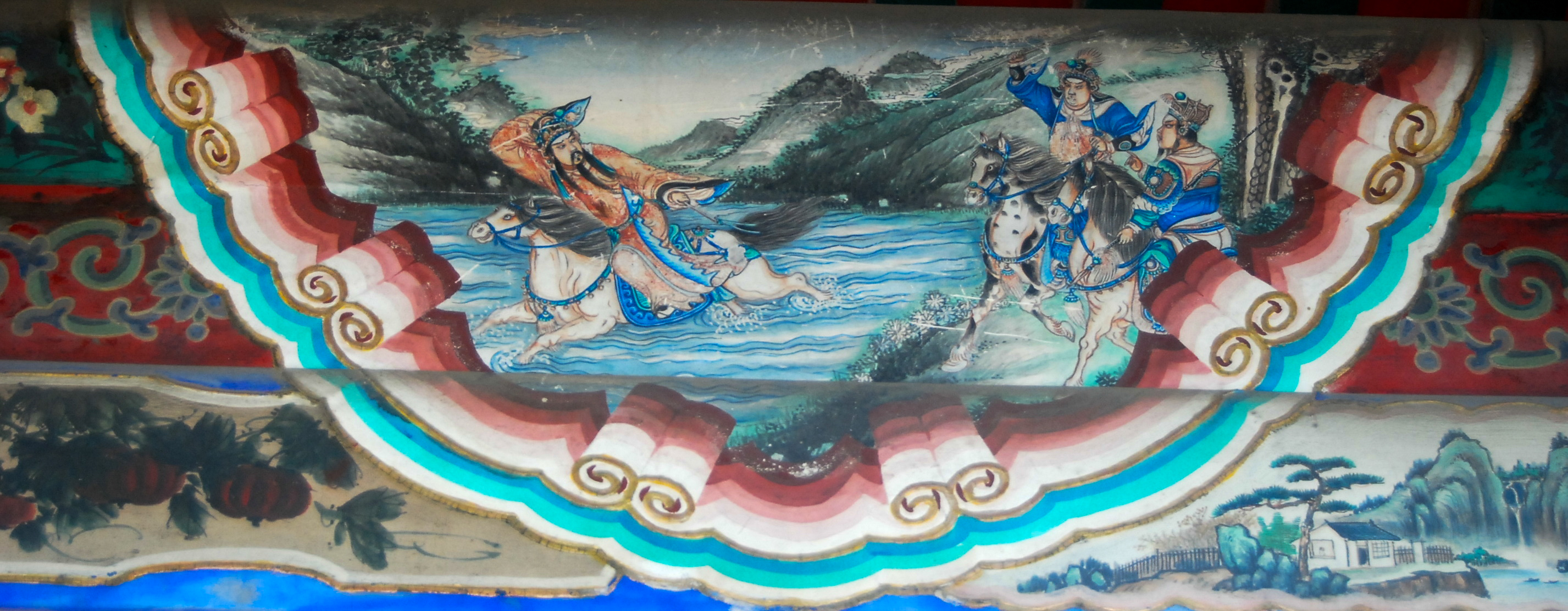
Lưu Bị cưỡi ngựa Đích Lưu vượt suối Đàn Khê

Ngựa Đích Lô hay Đích Lư là con ngựa của Lưu Bị, khi Lưu Bị nhìn thấy ngựa cho rằng đây là một con tuấn mã, "con ngựa này chắc chắn là ngựa thiên lý". Lưu Biểu nhìn thấy con ngựa này cũng khen không ngớt lời, nhưng lại thấy con ngựa này "có quầng mắt, trên đầu có những đốm trắng, lại tên Đích Lô, ắt là con ngựa sát chủ", Nó được khắc họa là một con ngựa trắng. Khi Lưu Bị cưỡi ngựa Đích Lô chạy đến bên suối, Đích Lô bỗng nhiên vùng lên, phi một phát sang bờ bên kia và cứu mạng ông ta. Khi thấy ngựa của Bàng Thống già yếu quá, Lưu Bị đã đem ngựa yêu của mình tặng. Bàng Thống vừa mới cưỡi lên Đích Lô đã bị kẻ địch tưởng nhầm là Lưu Bị nên bắn chết. 

### Dạ Chiếu Ngọc

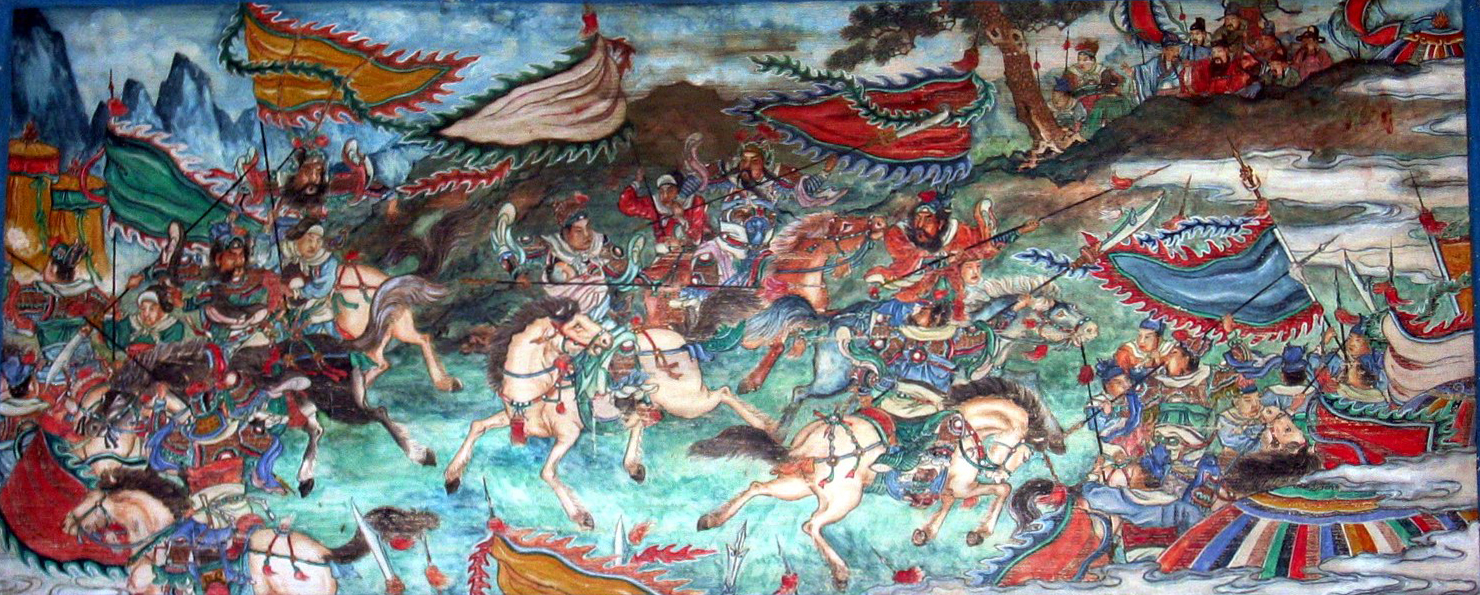
Triệu Vân cưỡi ngựa tại trận Trường Bản

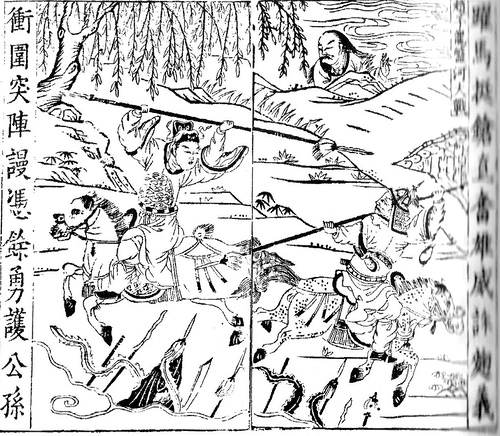
Triệu Vân và Công Tôn Toản

Dạ Chiếu Ngọc Sư Tử hay Bạch Long Mã là con ngựa toàn thân lông trắng như tuyết, tương truyền một ngày có thể đi hàng nghìn dặm. Ngay từ khi mới sinh ra phía dưới cổ đã có một hàng lông dày, trông giống như sư tử, tính khí nóng nảy, sau này lớn lên tính khí bớt nóng nảy hơn, buổi tối con ngựa này còn phát ra ánh sáng trắng bạc, vì vậy mới có tên là Dạ Chiếu Ngọc Sư Tử. Bạch Long Mã là con ngựa đẹp đẽ, dũng mãnh, từng giúp Triệu Tử Long lập nên nhiều chiến công hiển hách. Bạch Long mã của Triệu Vân mặc dù không được đánh giá cao bằng những chú ngựa Xích Thố hay Đích Lô nhưng nó lại là con ngựa đẹp và sức mạnh đáng nể.

Hình ảnh Triệu Vân gắn liền với ngựa Bạch Long. Ngựa Bạch Long đã giúp Triệu Vân lập nên nhiều chiến công hiển hách như trận Đương Dương Tràng Bản, Triệu Vân đã một mình cưỡi Bạch Long mã phá vây quân Tào, có lần Triệu Vân cùng ngựa bị rơi xuống hố bẫy sẵn của quân địch, tưởng chừng không thể thoát thân. Nhưng sức ngựa rất lớn, cuối cùng cũng nhảy được lên trên miệng hố, cứu chủ nhân thoát chết. Trong bộ tiểu thuyết Thủy hử cũng từng nhắc đến con ngựa này là lý do dẫn đến trận đánh Tăng Đầu thị của quân Lương Sơn Bạc

### Tuyệt Ảnh

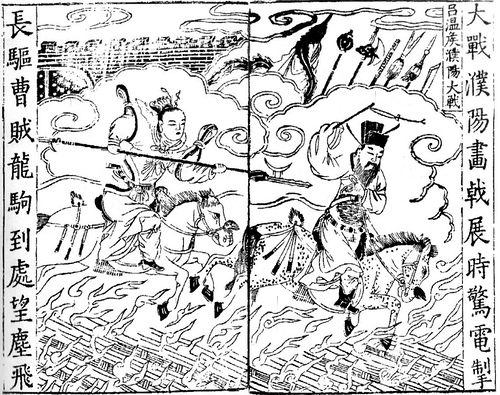
Tào Tháo đang cưỡi ngựa

Ngựa Tuyệt Ảnh là ngựa yêu của Tào Tháo. Tuyệt Ảnh có nghĩa là phi rất nhanh, đến cái bóng cũng không đuổi kịp được, tên Tuyệt Ảnh nhằm nhấn mạnh đặc tính nổi bật nhất của con ngựa, đó là sự thần tốc. Trong các hình ảnh cổ, nó được phác họa là con ngựa sáng màu. Ngựa Tuyệt Ảnh cũng là một con ngựa trung thành, vì chủ nhân mà sẵn sàng bỏ mạng. Có lần Tào Tháo bị bao vây, may có ngựa Tuyệt Ảnh mới thoát được ra ngoài. Ngựa Tuyệt Ảnh đã hy sinh thân mình cứu chủ, nó bị trúng ba mũi tên trên mình mà vẫn cất vó phi nước đại, sau đó bị trúng một mũi tên vào mắt mới gục ngã. Một chi tiết trong Tam Quốc chí cho biết đây là con ngựa của Đổng Trác do Lữ Bố tuyển chọn để tặng cho Tào Tháo khi Tào Tháo định hành thích Đổng Trác và đổi lại cho con dao Thất Tinh. 

### Ngựa Tây Hạ
Ngựa Bạch Mã của Thái tử Tây Hạ. Thái tử Tây Hạ là Nguyên Hạo đã suýt mất mạng khi đang trên đường trở về nước sau chuyến nghị hòa với nước Thổ Phồn. Một toán quân mai phục bên đường đã bày mưu sát hại Thái tử Tây Hạ. Khi đến gần nơi quân địch mai phục, ngựa Bạch Mã đã hí vang trời, chổng hai vó trước lên cao, không chịu đi tiếp. Nguyên Hạo đành phải rẽ đi lối khác, nhờ đó mà tránh được hiểm nguy

### Ngựa có cựa
Ngựa bạch bốn vó có cựa của vua Lê Long Đĩnh. Đại Việt sử ký Tiền Biên chép: "Năm Đinh Mùi Châu Vị Long (Chiêm Hóa Tỉnh Hà Tuyên) dâng cho Khai Minh Vương một con Bạch Mã bốn vó đều có cựa. Vào thời phong kiến, các bậc vua chúa thường được cúng tiến những con ngựa có phẩm chất tuyệt vời, hoặc cực kỳ quý hiếm đặc biệt là ưa thích ngựa trắng. Ngựa trắng bình thường đã quý như vậy thì ngựa trắng có 4 cựa của vua Lê Long Đĩnh là một con "thần mã". Sử sách không ghi chép cụ thể. Trong thời Lý, thì ngựa quý phải là thứ ngựa bạch, bốn chân có cựa. Sử cũ cũng cho biết, các triều vua Lý cũng nhận cống vật là ngựa trắng của Chiêm Thành hoặc triều Trần cũng từng nhận ngựa Java, tức Indonesia . Một trong những con ngựa trắng này lại được Vua Lý đặt tên là "Bạch Long Thần Mã" vì có tài biểt được khi nào vua sắp đi thì nó hí lên trước.

### Bạch Long Câu
Bạch Long Câu là con ngựa của Nguyễn Nhạc được xếp vào Tây Sơn ngũ thần mã. Bạch Long thuộc giống ngựa rừng trên núi Hiển Hách (còn có tên Hảnh Hót) ở miền An Khê, xuất xứ của nó có thể phỏng đoán nó thuộc giống ngựa Phú Yên. Bạch Long đáng được xếp vào hàng "tuấn mã" với lông trắng như tuyết, bờm và đuôi lông dài, mượt như tơ. Với bốn chân cao dỏng, ngựa chạy nhanh và lẹ làng như gió bay, cảnh tượng này nếu nhìn từ phía xa chẳng khác gì một làn mây trắng vút trong gió, nó có phong thái như hổ, chạy nhanh như tên bay. Người dân tộc thiểu số gọi là ngựa nhà trời.
Khi Nguyễn Nhạc lên An Khê thuyết phục các tộc người thiểu số theo mình khởi nghĩa, họ ra điều kiện nếu ông bắt được ngựa, thì sẽ đi theo và tận tâm cho nghiệp lớn. Bằng vốn kinh nghiệm từ việc học nuôi ngựa ở thôn Bằng Châu và lui tới nơi rừng sâu buôn trầu với người dân tộc thiểu số, nên Nguyễn Nhạc đã dùng mưu lấy ngựa cái dụ ngựa rừng. Ông lùng mua một số ngựa cái tơ thật đẹp. Sau khi huấn luyện kĩ càng, hễ nghe tiếng hú thì chạy đến, Nguyễn Nhạc thả bầy ngựa này lên núi Hảnh Hót để làm quen với ngựa rừng. Hễ ngựa đồng chạy về thì ngựa rừng cũng chạy theo. Nhưng vừa thấy bóng người bèn quay đầu chạy trở lui. Nguyễn Nhạc bỏ cỏ tươi cho ngựa rồi trở về. Ngựa rừng trở lại ăn cỏ chung với ngựa nhà.
Hôm sau Nguyễn Nhạc ở lại vuốt ve bầy ngựa nhà. Ngựa rừng đứng xa trông chừng. Dần dần thấy người cùng ngựa quen thân, ngựa rừng lần lượt nối đuôi lại ăn cỏ nhưng vẫn còn cảnh giác. Dần dà, chúng ăn cỏ chung với ngựa nhà và để Nguyễn Nhạc vuốt ve. Trong số đó con ngựa trắng là cứng đầu nhất nhưng cuối cùng vẫn bị thu phục. Với chiêu bài này, Nguyễn Nhạc thuần hóa ngựa thành công. Kết quả là người dân tộc thiểu số tại vùng An Khê đã tham gia khởi nghĩa. Trong số các chú ngựa được thuần dưỡng, Nguyễn Nhạc chọn con ngựa trắng được mang tên là Bạch Long Câu. Nguyễn Nhạc mang theo con tuấn mã này chinh chiến khắp các mặt trận.
Dù ông đã có con Bạch Long Câu phong thái như hổ, chạy nhanh như tên bay từ hồi khởi nghĩa mới nhóm lên, nhưng sau khi lên ngôi, sứ giả nước Anh là Chapman tới yết kiến, ông đặt vấn đề có ngay một con ngựa Ăng Lê. Thái Đức hoàng đế đặc biệt muốn có ngựa ngoại với bất cứ giá nào và ông đã nhờ Chapman chuyển thư cho Toàn quyền Bengale yêu cầu "một con ngựa nâu sẫm với đôi tai nhỏ và đẹp, dựng đứng lên" trong chuyến tàu sớm nhất cập vương quốc của mình qua cảng Thi Nại..Năm 1793, khi chủ nhân qua đời, Bạch Long Câu ban đêm vượt tàu ngựa chạy thẳng một mạch về núi Hảnh Hót. Từ đó rừng núi Hảnh Hót đêm đêm vang tiếng ngựa thần hí lên nhớ người chúa năm nào. Cũng từ độ ấy, dân trong vùng không còn ai dám nuôi ngựa trắng nữa.

### Ngân Câu
Ngân Câu thần mã của Nữ tướng Bùi Thị Xuân, bà sở hữu thần mã Ngân Câu (tên tục là Kim) là giống ngựa Huyết hãn mã. Ngựa lông toàn sắc trắng, vóc to, sức mạnh phi thường, có khả năng đặc biệt là đi trong đêm tối. Dù trên đường đi có hầm hố, trở ngại, ngựa vẫn phi nước đại như ban ngày trên đường trường. Tương truyền dưới chân ngựa có mắt sáng nhìn xuyên thấu màn đêm. Nhờ biệt tài độc nhất vô nhị này mà Ngân Câu đã phi nhanh trong trận phục kích Rạch Gầm, làm cho tướng Xiêm là Lục Côn không kịp trở tay. Trong trận Đâu Mâu cũng nhờ con Ngân Câu mà Bùi Thị Xuân đã cứu mạng vua Bửu Hưng. Sau này, Bùi Thị Xuân ở Diễn Châu nghe tin dữ, giục Ngân Câu vượt đường dài trạm chán quân đang áp giải Quang Diệu và Văn Dũng. Lao vào vòng vây, bà cứu được chồng, hai người chung ngựa chạy về Thanh Hóa. Nhưng đến sông Thành Chương thì Ngân Câu bị thương và chết.

### An Tường Ký
Ngựa An Tường Ký của vua Minh Mạng, trong tàu ngựa của vua Minh Mạng có một bầy những con ngựa quý với những cái tên như Phúc Thông, Cát Thông, An Tường Ký, Thần Lương, Phúc Lưu, Cát Lưu, Thiên Mã. Trong số đó, Vua Minh Mạng đã nhận xét về con An Tường Ký làm khi cưỡi cảm thấy an toàn: "Đô thống Phạm Văn Diễn có dâng con ngựa trắng, dù không là giống ngựa tuyệt trần chạy bay như mây, nhưng trẫm cưỡi thấy được yên ổn nên goi nó là An Tường Ký" nhưng Chiến mã, thần mã chỉ để trong cung cũng thành vô dụng .